# Monumento a la Independencia
El Monumento a la Independencia o Columna de la Independencia (coloquialmente, El Ángel o El Ángel de la Independencia) es una columna honoraria que se encuentra en la Ciudad de México, en la glorieta localizada en la confluencia de la avenida Paseo de la Reforma y las calles Río Tíber y Florencia. Es administrado por el Gobierno de la Ciudad de México.
La inauguró en 1910 el entonces presidente de México, Porfirio Díaz Mori, para conmemorar el Centenario del inicio de la guerra de independencia de ese país. En años posteriores se convirtió en un mausoleo para los héroes más importantes de esa guerra. Es uno de los monumentos más emblemáticos de la urbe y se usa como un icono cultural de la Ciudad de México y lugar de visitas, festejos y manifestaciones nacionales.
Realizado como una columna honoraria rematada con una estatua de la Victoria Alada sosteniendo una corona de laurel y una cadena rota de tres eslabones, se levanta a su vez sobre un pedestal escalonado completado por diferentes estatuas e inscripciones alegóricas a la independencia de México.[cita requerida]

## Historia

### SigloXIX
Terminada la independencia, se consideró construir en el centro no ocupado por el Mercado del Parián de la plaza de armas de la Ciudad de México, un monumento a la independencia, similar al que se había construido años antes al rey español Carlos III durante el virreinato. Es así como se convocaron varios concursos entre 1821 y 1843, que nunca fructificaron por el constante cambio de gobierno.
En 1843 el entonces presidente Antonio López de Santa Anna convocó, con el apoyo de la Academia de San Carlos, un concurso para seleccionar un proyecto para erigir un monumento a la Independencia. Las bases del concurso solicitaban que el proyecto contemplara las siguientes características: que sea un monumento basado en una columna honoraria con una altura mínima de 42 m, rematada por una estatua de la victoria, a cuyo pie esté una base o pedestal adornada por estatuas y bajorrelieves, todo rodeado por una reja y otros monumentos menores que adornaran la plaza, todo recubierto de mármol, con estatuas y adornos de bronce.
A este concurso concurrieron participantes nacionales y extranjeros, ganando el proyecto el arquitecto francés Enrique Griffon, quien fue seleccionado por los jueces de la Academia de San Carlos. Al presentársele el proyecto al presidente Santa Anna, este no lo consideró adecuado y designó como ganador el proyecto de Lorenzo de la Hidalga, que era más de su gusto, aunque hubiera quedado en segundo lugar. El premio al primer lugar de 300 pesos se entregó al francés Griffon y se iniciaron los trabajos para construir el proyecto de Lorenzo de la Hidalga.
Este proyecto cumplía con las bases, con una columna de orden corintio, rematada por una Victoria, con tres bajorrelieves en el pedestal, uno representando el Grito de Dolores (1810), otro la Entrada del Ejército Trigarante (1821) a la Ciudad de México y el tercero la batalla de Pueblo Viejo en Tampico (1829), esta última dirigida por el mismo Santa Anna.
La colocación de la primera piedra fue el 16 de septiembre de 1843. Se comenzó La cimentación y la construcción del zócalo, pero al llevar como un metro y medio del zócalo, se abandonó la construcción por la falta de fondos públicos y el cambio de gobierno, dejando solo el zócalo, mismo que dio su apodo a la Plaza de la Constitución.
El 16 de septiembre de 1865, durante el Segundo Imperio Mexicano, se volvió a convocar un concurso para erigir el monumento, que ganó Ramón Rodríguez Arangoity. La emperatriz María Carlota Amalia colocó la primera piedra, pero este intento no pasó de allí por la caída del imperio.
Restaurada la República, la falta de fondos mantuvo inerte cualquier proyecto, pero en cambio se decidió continuar con los trabajos para abrir al público en general el llamado Paseo del Emperador, el cual fue renombrado en honor del héroe de la Guerra de Reforma Santos Degollado como Paseo de Degollado. Ya en el gobierno del Gral. Porfirio Díaz se empiezan a abrir alrededor del ya llamado Paseo de la Reforma una serie de desarrollos inmobiliarios, como las colonias de nivel económico alto Tabacalera y Americana (hoy Juárez), por lo que se decide embellecer el paseo con estatuas de diferentes héroes de la reforma, aceras adoquinadas y arboledas.
En 1886, a veinticuatro años de la celebración del centenario, se convocó un concurso internacional para construir un monumento a la independencia, pero ahora en una de las glorietas del Paseo de la Reforma, mismo que ganó la firma estadounidense Cluzz and Shultze de Washington D. C.. En enero de 1887 el gobierno resolvió posponerlo, por lo que vendieron al gobierno sus derechos, retirándose de la construcción y quedando sin construir al final.
En 1891 la entonces Secretaría de Comunicaciones y Obras Públicas, a cargo de Francisco Z. Mena, se encargó de la obra, pero hasta 1900 no se nombró a Antonio Rivas Mercado como encargado del proyecto, quien designó al italiano Enrique Alciati como encargado de realizar las esculturas y bajorrelieves, y a Roberto Gayol como encargado de la obra civil.

### SigloXX

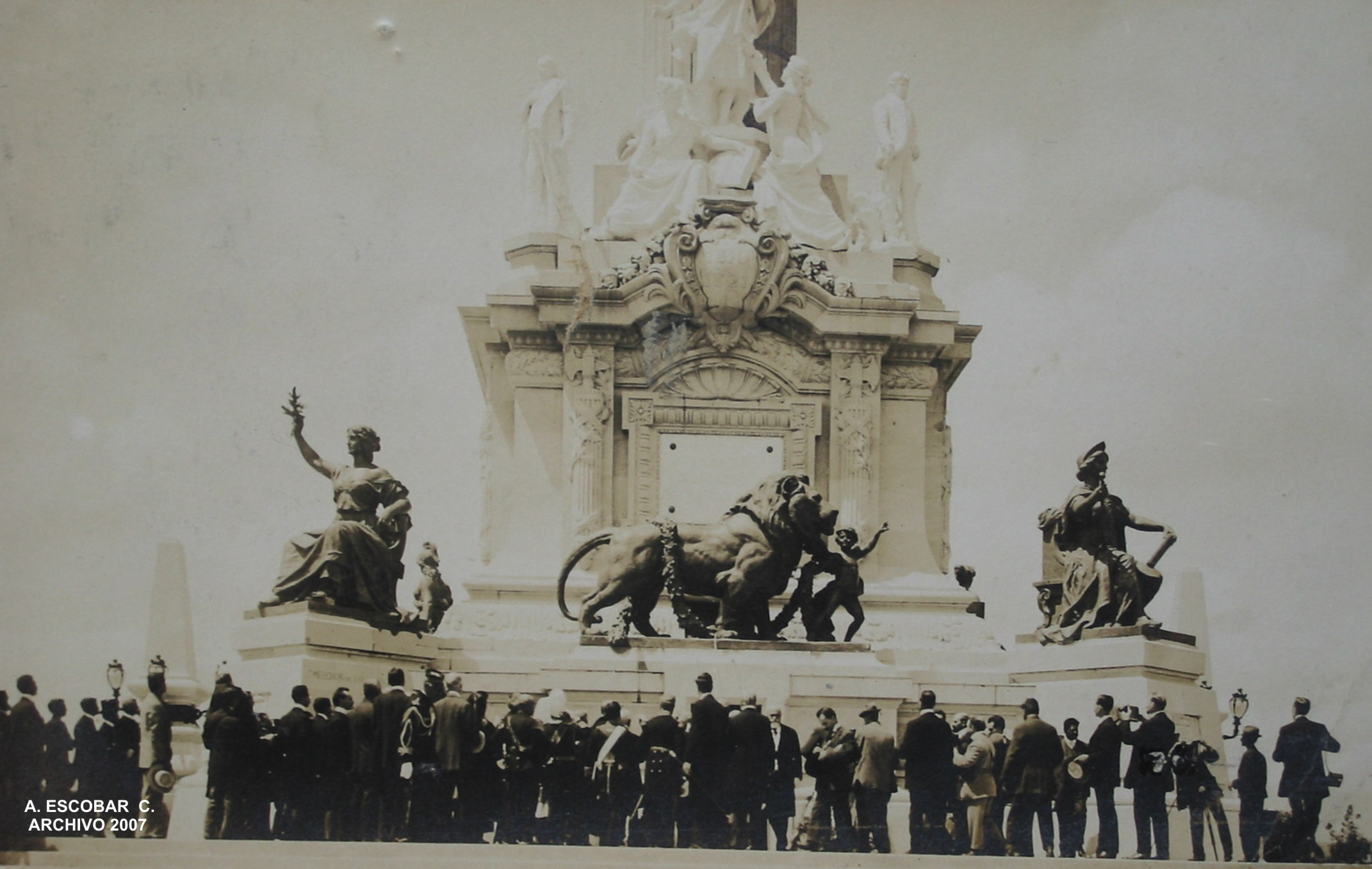
Inauguración del monumento a la Independencia, 16 de septiembre de 1910.

Durante el gobierno de Porfirio Díaz comenzaron las obras de cimentación y la primera piedra del monumento fue colocada en una ceremonia el 2 de enero de 1902, colocando dentro de ella un cofre dorado con el acta de independencia de México y una serie de monedas de cuño corriente de la época. Empero, en mayo de 1906, cuando ya se habían construido las bases de hormigón y colocado unas 2400 piedras con una altura de 25 metros, se hizo notorio el hundimiento de uno de los lados del monumento, por lo que se creó una comisión de estudio compuesta por los ingenieros Guillermo Beltrán y Puga, Manuel Marroquín y Rivera y Gonzalo Garita, los cuales determinaron que los cimientos del monumento estaban mal planeados, por lo que se decidió demoler lo construido.
Para reiniciar la obra se nombró una Comisión Directiva, integrada por los ingenieros Guillermo Beltrán y Puga, Manuel Marroquín y Rivera y el arquitecto Manuel Gorozpe, quedando al cuidado de la obra artística Antonio Rivas Mercado. Estos trabajos se iniciaron el 13 de junio de 1907, aprovechando la demolición para hacer los estudios de suelo necesarios para calcular y construir los nuevos cimientos. Para estos se usó el método de pilotes de hormigón con punta, que se hincaron con un martinete de vapor que enterraba los pilotes con un émbolo de una tonelada de peso. Esta fue una de las primeras obras en la ciudad con este tipo de cimentación, ya que hasta entonces se utilizaban pilotes de madera, que no alcanzaban mucha profundidad. El monumento tuvo un costo de 2 millones 150 mil pesos de la época.
El 16 de septiembre de 1910, el presidente Porfirio Díaz encabezó la inauguración. 
En 1923 se iniciaron los trabajos de adaptación del interior del pedestal de la columna y la construcción de tres nichos para albergar en urnas los restos de diferentes héroes de la independencia que se trasladaron desde la Catedral Metropolitana de la Ciudad de México y de otros puntos del país en 1925, por lo que se convirtió además en un mausoleo.
El 6 de abril de 1929, el presidente Emilio Portes Gil manda construir por decreto en la cara poniente del pedestal un nicho para una lámpara votiva a gas, la cual debería permanecer siempre encendida en recuerdo de los héroes cuyos restos están ahí depositados. Esta flama la inauguró el presidente Portes Gil, el 12 de mayo de 1929, quedando la obra a cargo del Ing. Federico Mariscal.

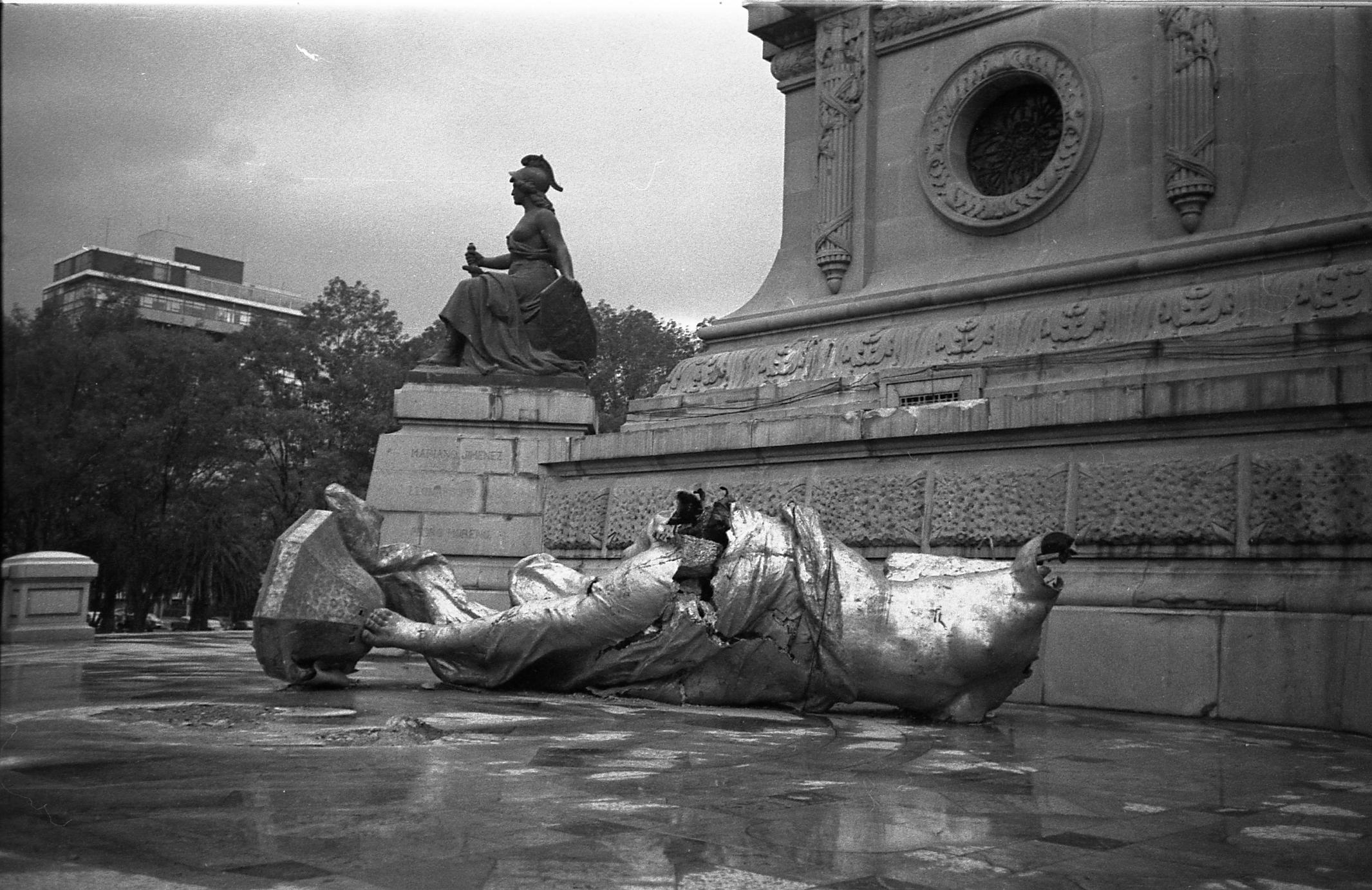
Escultura de la Victoria Alada tras el Terremoto de México de 1957.

El 28 de julio de 1957, un terremoto azotó a la Ciudad de México y la Victoria Alada cayó del pedestal, quedando destrozada al pie del mismo, por lo que debió restaurarse el monumento, quedando los trabajos bajo el mando de Ernesto Sodi Pallares, quien reforzó el interior de la columna con placas de metal y reemplazó la escalera de piedra del interior por una metálica, además de construir una nueva victoria alada, la cual fue colocada en la cima. De la antigua solo está expuesta al público la cabeza aplastada en la entrada del Archivo Histórico de la Ciudad de México. Fue reinaugurado el 16 de septiembre de 1958.
En 1985, luego del terremoto de la Ciudad de México, quedó dañada la estructura y varias de las obras artísticas del monumento, pero bajo la dirección de Ramón Bonfil se llevaron a cabo obras de restauración, entre las que se cuenta la construcción de las gradas oriental y occidental que llegan hasta la calzada.

### SigloXXI
En 2006 se le dio un mantenimiento general al monumento, por lo que permaneció cerrado durante casi un año. El 30 de mayo de 2010, con motivo de las fiestas del Bicentenario de la Independencia Mexicana se retiraron las urnas con los restos de los héroes para restaurarlos, ponerlos en exhibición y rendirles honores durante 2010 y 2011.
El 16 de agosto de 2019, a raíz de manifestaciones feministas en contra de la violencia de género y los feminicidios, el monumento sufrió afectaciones a causa de la iconoclasia. El Gobierno de Ciudad de México cerró el acceso durante tiempo indefinido; pero se calcula que podría ser de entre uno a dos años; No obstante, el gobierno capitalino declaró justificando que el cierre es debido a la restauración, en el marco de un programa de trabajos en Paseo de la Reforma que involucra a varios monumentos más.

## Descripción
Inspirada en las columnas honorarias de los romanos, como la Columna de Trajano, es muy similar a otros monumentos modernos como el dedicado a la victoria o columna de la victoria en Berlín, Alemania la Columna de Julio en París, Francia y el Columbus Circle (Círculo de Colón) en la ciudad de Nueva York, Estados Unidos.
La altura de la columna,  incluyendo la Victoria alada, es de  45m, más 1,5 m que tienen las gradas construidas en 1910 y 3 m adicionales que tienen las gradas construidas en 1986, para un total de 49,5 m, y que muestran el hundimiento de la ciudad. Este monumento tiene para fines prácticos una orientación oriente–occidente.

### La Victoria Alada

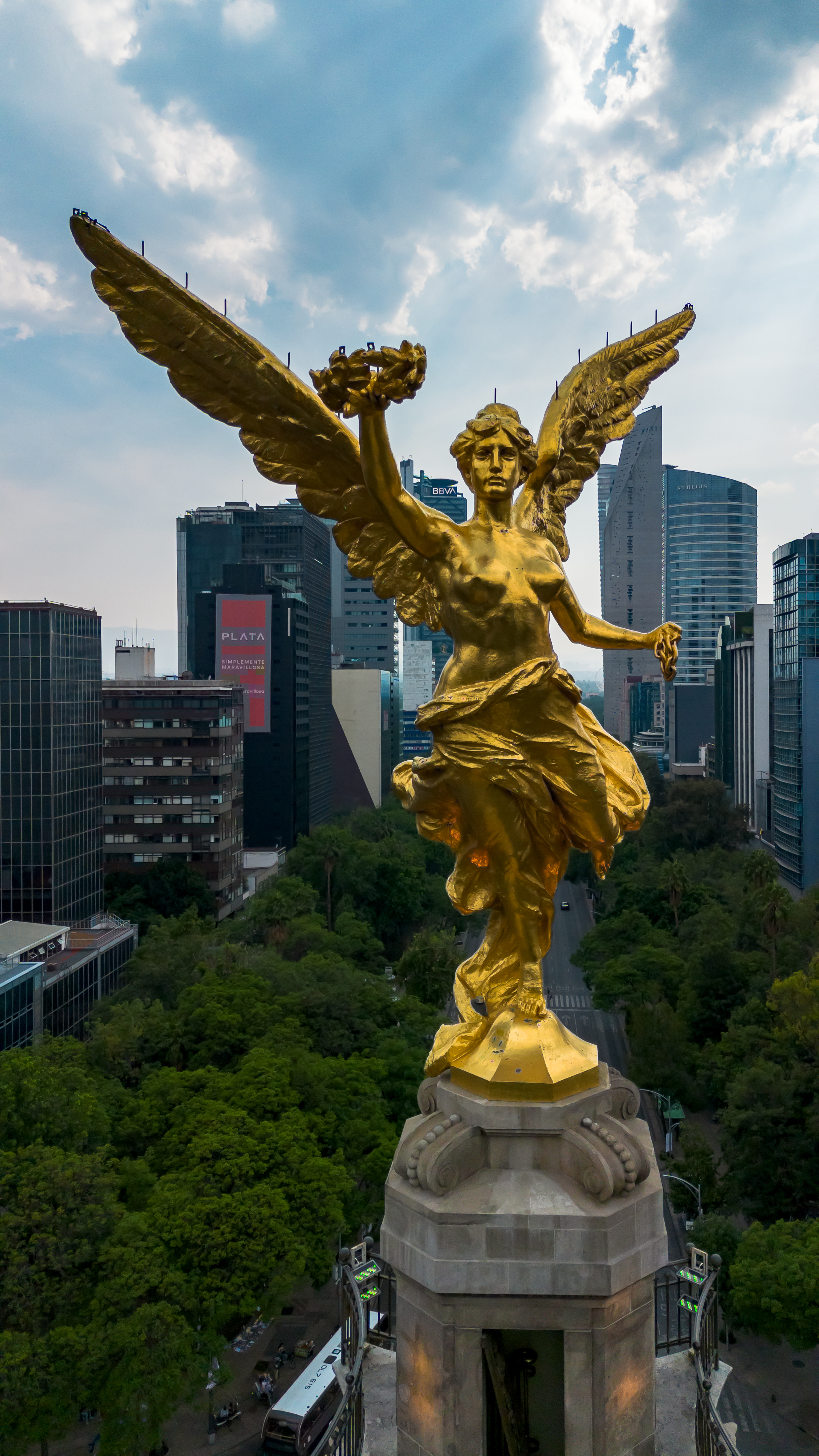
Victoria Alada, escultura de Enrique Alciati y restaurada de 1957 a 1959.

Sobre todo se encuentra una estatua hueca de bronce, que representa a la Victoria Alada en actitud de vuelo con las alas abiertas, con el brazo derecho extendido y sosteniendo una corona de laurel en actitud de colocarla sobre la cabeza de los héroes; el brazo izquierdo extendido hacia abajo y atrás sosteniendo en la mano una cadena rota de tres eslabones, símbolo de los tres siglos del virreinato y la dependencia política de España. Toda ella revestida por hoja de pan de oro. A esta estatua se le da en específico el nombre popular de Ángel o el Ángel de la Independencia.

### La columna
Bajo la Victoria Alada hay una caseta con una puerta al oriente que da acceso a una terraza de no más de 0,80 m, que la recorre perimetralmente y está resguardada por un barandal de bronce repujado que antaño tenía escudos de bronce en las cuatro caras con las iniciales R.M. “República Mexicana”. Un capitel formado por cuatro águilas con las alas extendidas, volutas y hojas de acanto en los cuatro lados sostiene a este mirador.
Bajo estas empieza la columna con 2,90 m de diámetro, en cuyos lados están esculpidas guirnaldas de encino, enlazadas por anillos que circundan la columna y medallones florales. En dos de esos anillos se esculpieron los nombres de ocho próceres de la independencia en el lado suroriente, los de Iturbide y Allende, en el surponiente los de Mier y Terán y Galeana, al norponiente los de Victoria y Rayón y al nororiente los de Matamoros y Aldama. Las guirnaldas nacen de cuatro cabezas de león esculpidas en el anillo más bajo. Bajo este, en el lado oriental, se encuentra un bajorrelieve que representa la fama que lleva una trompeta. Al pie de la columna se hallan dos coronas: una, que simula la piel de una serpiente, y bajo esta una de laurel.

### El pedestal
En el oriente del pedestal, se ubica en su parte superior un grupo escultórico llamado «Apoteosis del Padre de la Patria» compuesto por tres figuras, dos de ellas figuras simbólicas. De pie se ubica, enarbolando una bandera mexicana, el cura Miguel Hidalgo, al sur sentada con un libro y una pluma la musa de la Historia, al norte en actitud de levantarse y ofreciendo a Hidalgo una corona de laurel se encuentra La Patria. El pedestal de base cuadrada tiene en los extremos cuatro estatuas a un nivel un poco inferior que la de Hidalgo, correspondiendo a José María Morelos la del suroriente, a Francisco Xavier Mina la del surponiente, a Nicolás Bravo la del norponiente y a Vicente Guerrero la del nororiente.

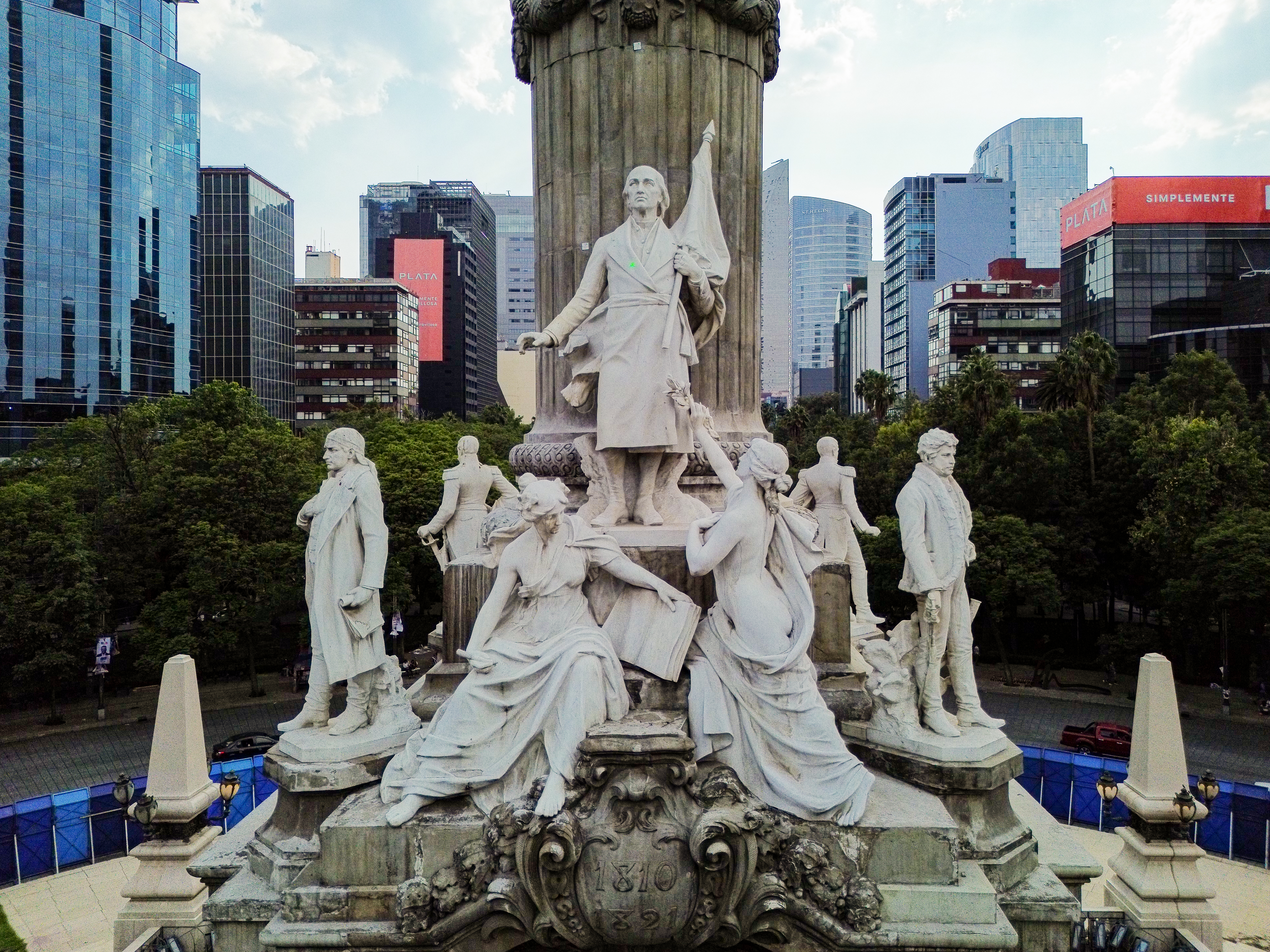
Vista del grupo escultórico Apoteosis del Padre de la Patria en el Monumento a la Independencia
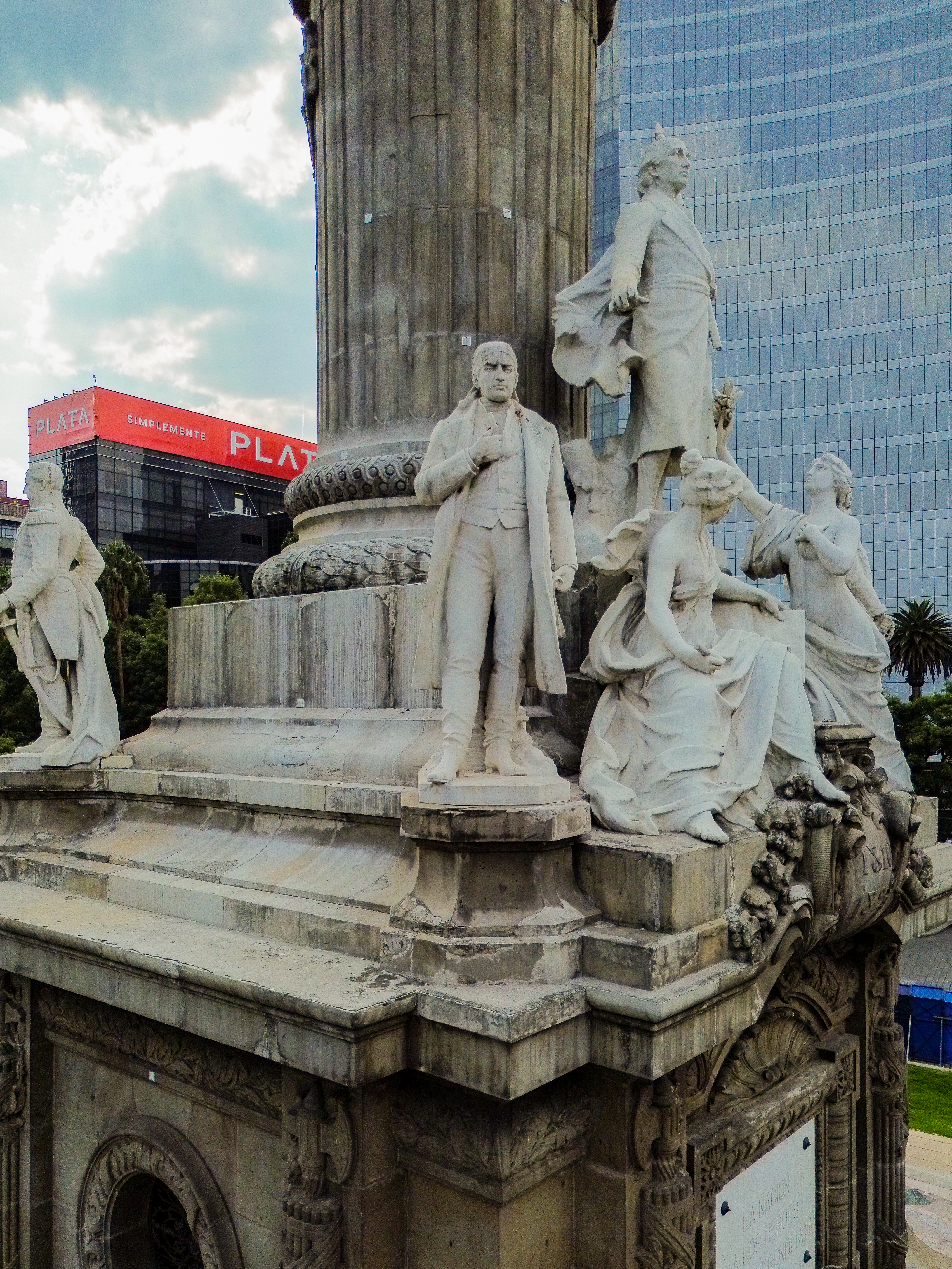
Escultura de José María Morelos.
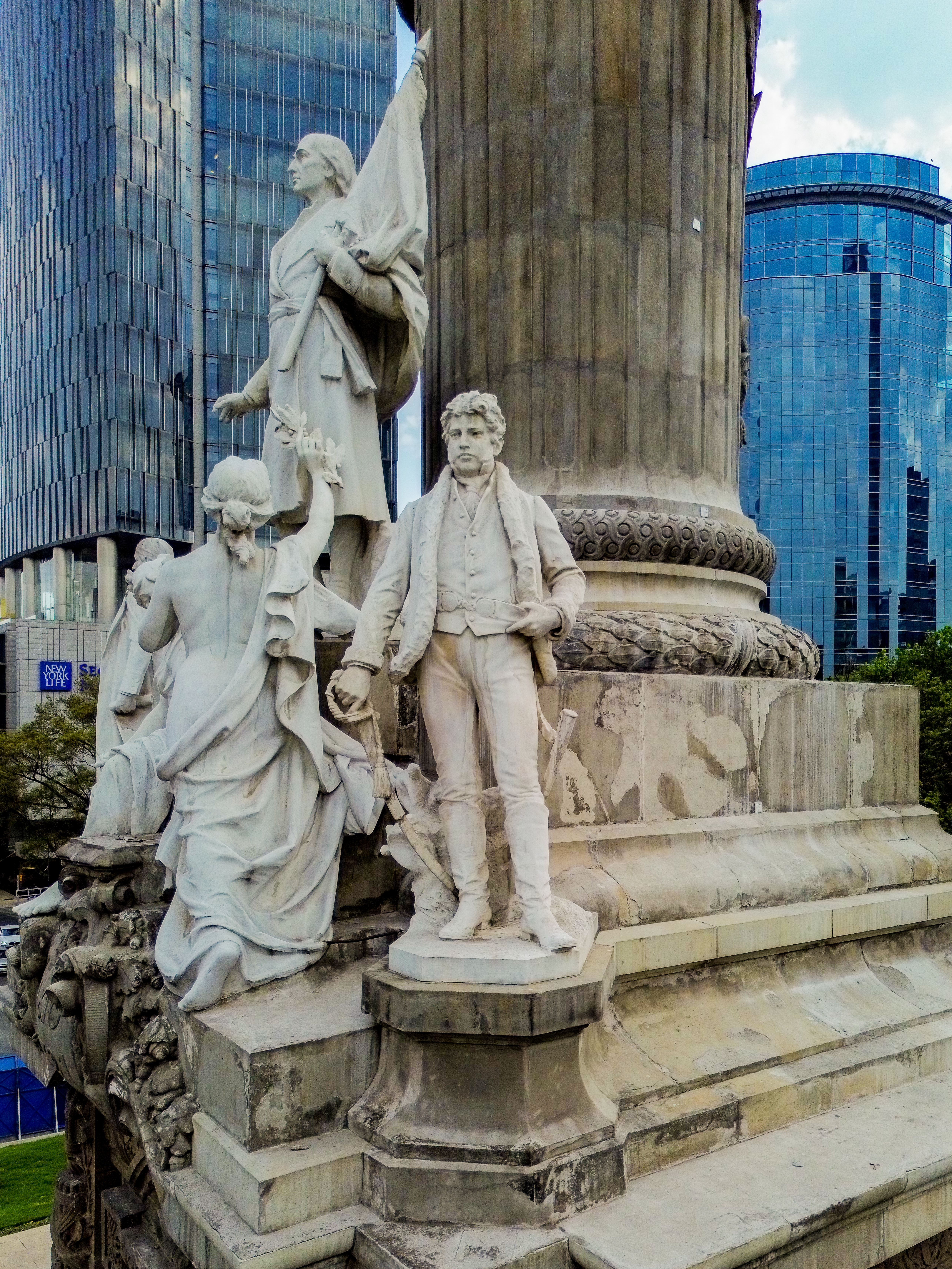
Escultura de Vicente Guerrero.
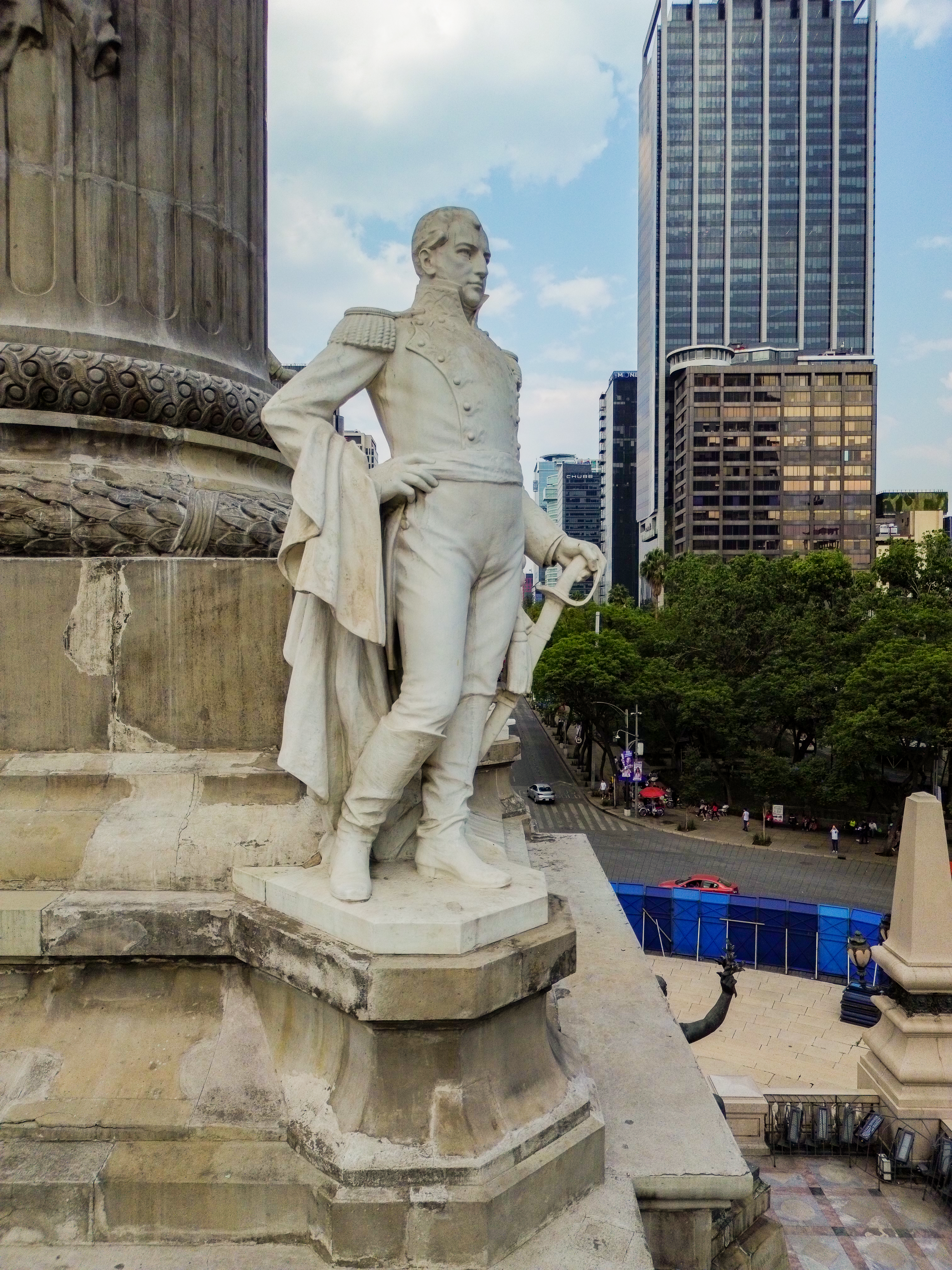
Escultura de Francisco Xavier Mina.
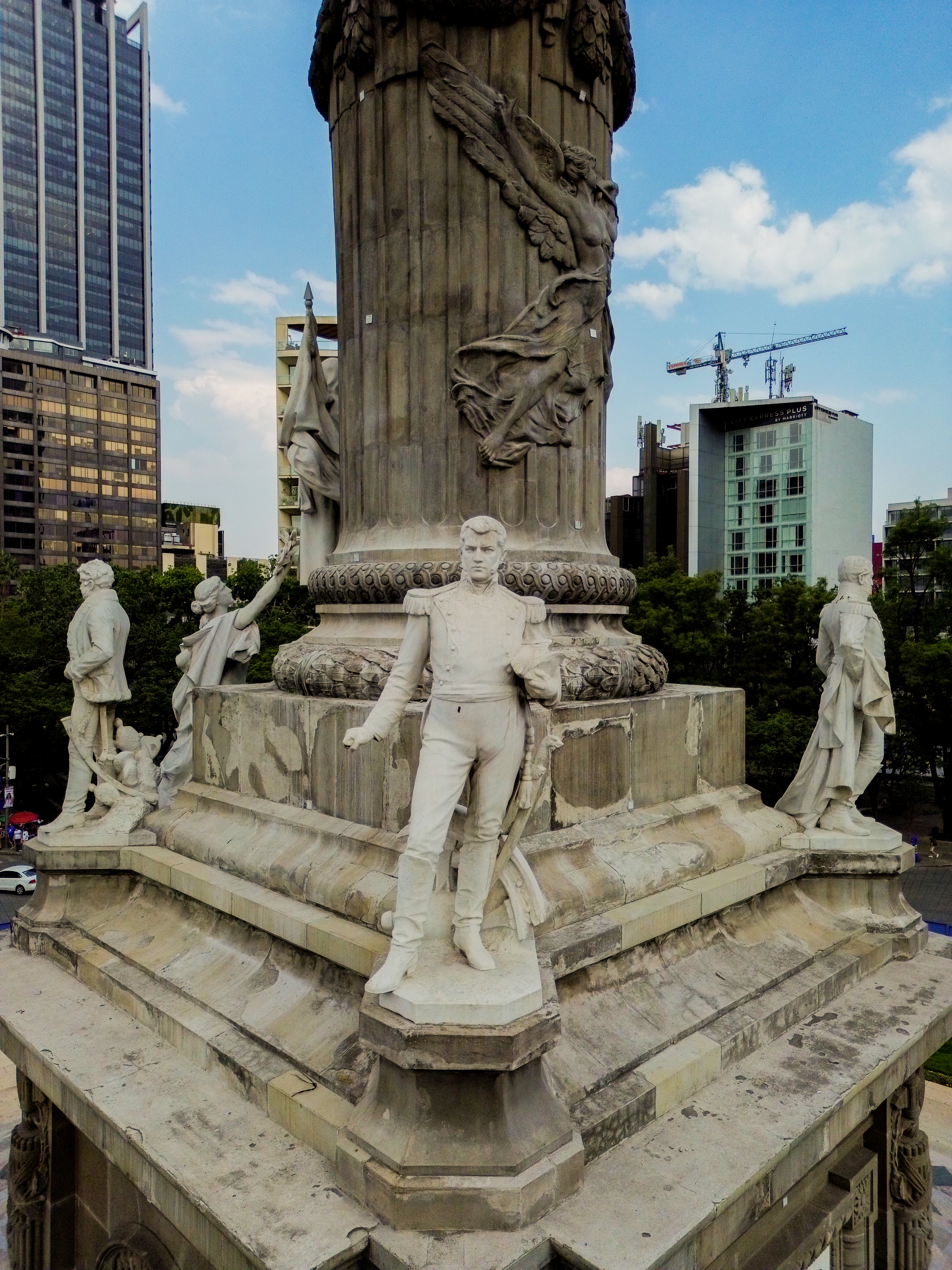
Escultura de Nicolás Bravo.

Bajo estas, en las caras norte y sur del pedestal se encuentran dos rosetones que permiten la entrada de luz al interior del monumento. En cada cara se muestran en bajorrelieve dos fasces romanos, además de hojas de encino y laurel que representan la fuerza y la victoria, respectivamente. En la fachada de oriente hay un escudo ornamental con las fechas de proclamación y consumación de la independencia (1810–1821), y bajo este en una placa de mármol se lee:

LA NACIÓN Á LOS HÉROES DE LA INDEPENDENCIA

En la cara oriente se ve una placa de mármol que permaneció sin escritura hasta 1986 y 2006, cuando se le grabó la historia del monumento:

MONUMENTO A LA INDEPENDENCIA

CONSTRUIDO DE 1908 A 1910

INAUGURADO EL 16 DE SEPTIEMBRE DE 1910

RESTAURADO EN 1958 Y 1986

NOVIEMBRE DE 1986

SEPTIEMBRE DE 2006

En esta placa se hubieran grabado unos textos sobre el inicio y la consumación de la independencia, además de la dedicatoria a los constructores, pero el inicio de la revolución evitó que ocurriera.
En el descanso del primer cuerpo del pedestal, del lado de oriente, se encuentra la escultura de un león macho que es conducido por la figura de un genio (un pequeño niño), que simboliza la fuerza y la inteligencia, respectivamente. Todo el borde de este fue decorado por un arreglo llamado escocia, compuesto por hojas. En los extremos de este se ubican cuatro pedestales, sobre los cuales hay cuatro figuras sedentes (sentadas), las cuales corresponden a La Paz la del suroriente, a La Guerra la del surponiente, a La Justicia la del norponiente y a La Ley la del nororiente.

### Nombres de héroes en el pedestal
Bajo estas cuatro estatuas en el frente de sus bases se encuentran sus nombres y a los lados los nombres de veinticuatro personajes de la independencia, divididos en ocho categorías.

#### Bajo la estatua de la Paz
Los Precursores
- Melchor de Talamantes
- Francisco Primo de Verdad y Ramos
- Marqués de San Juan de Rayas

Los Consumadores
- Pedro Ascencio
- José Joaquín de Herrera
- Miguel Barragán

#### Bajo la estatua de la Guerra
Los Caudillos
- Mariano Jiménez
- Leonardo Bravo
- Pedro Moreno

Los Guerrilleros
- Encarnación Ortiz «El Pachón»
- Víctor Rosales
- José Antonio Torres

#### Bajo la escultura de la Justicia
Los Escritores
- Servando Teresa de Mier Noriega y Guerra
- Joaquín Fernández de Lizardi
- Carlos María de Bustamante

Los Congresistas
- José María Cos
- José María Liceaga
- Andrés Quintana Roo

#### Bajo la estatua de la Ley
Las Heroínas
- Josefa Ortiz de Domínguez
- Leona Vicario Fernández de San Salvador
- Mariana Rodríguez del Toro de Lazarín

Los Conspiradores
- José Mariano de Michelena
- Epigmenio González
- Antonio Ferrer

En las paredes de este nivel, en la cara poniente, se ve el nicho con la llama votiva. Al oriente se encuentra la entrada al interior del monumento, cuya puerta de hierro y bronce tiene un bajorrelieve de un busto con un gorro frigio, cuyo modelo fue la hija menor del arquitecto Rivas Mercado llamada Alicia. A su costado sur hay un bajorrelieve con figuras de origen grecorromano, todas relacionadas con la diosa Atenea, que era la protectora del pueblo romano, además de los símbolos de la república romana como un hato de flechas, un hacha y un bastón de mando con la inscripción latina SPQR (Senatus Populusque Romanus – El Senado y el Pueblo Romano). Del lado norte, otro bajorrelieve con figuras mexicanas, aunque bajo interpretación europea, un Escudo Nacional y la efigie del dios Quetzalcoatl. A los costados de estos y ocultos, un escudo nacional al sur y un escudo de Atenea al norte.

### Interior del monumento
En el interior del pedestal se encuentra la zona de urnas, a las cuales se accede por un pasillo que recorre todo el perímetro, que es cerrado por dos puertas de bronce y hierro en las cuales tienen resaltada la palabra Gloria. Entrando por la puerta sur, en el costado sur se encuentra la primera puerta para el nicho de la urna, que son de estilo Art decó con un escudo nacional en la parte superior. En esta primera se leen los nombres de Morelos, N. Bravo y Matamoros, en la del lado poniente la que corresponde a Hidalgo, Allende y Aldama, al norte se leen los nombres de Victoria G., Guerrero, Quintana Roo y Leona Vicario. En las esquinas interiores se hallan cuatro lámparas eléctricas que simulan antorchas con una flama hecha de vidrio opaco. En las esquinas exteriores hay un adorno compuesto por bastón de mando cubierto por un gorro frigio rodeado de ramas de laurel.
Para acceder al mirador, hay que seguir al fondo pasando a la izquierda de la estatua de Guillén de Lampart. Se entra a un gran vestíbulo, donde una escalera de dos descansos lleva a la escalera en caracol que permite subir al mirador.
La plataforma principal tiene una forma compuesta por un círculo y un cuadrado, de la cual parten por cada punto cardenal cuatro juegos de escaleras. En los extremos del cuadrado se encuentran cuatro obeliscos que sirven de base a cuatro faroles de luz eléctrica con cubierta de vidrio opaco en forma de globo, que salen de una moldura metálica con cabezas de leones.

### Las esculturas
Originalmente todas las esculturas del monumento deberían ser de mármol, pero solo las más altas lo son. Las de bronce se hicieron inicialmente en México en bloques de yeso, para luego llevarlas a Florencia, Italia, donde se tomaron como base para hacerlas por el método de cera perdida. Las esculturas de mármol se empezaron en Francia con mármol de Carrara para lograr transportarlas con el mínimo de peso a México, donde fueron detalladas.
La escultura llamada comúnmente el Ángel es en realidad una representación de Niké, la diosa griega alada de la victoria y se menciona que la modelo para el mismo fue una secretaria del general Porfirio Díaz llamada Ana María Mazadiego Fernández. Por otro lado, se menciona que las figuras sedentes representan a cuatro diosas griegas: la Ley (Diosa Eunomía), la Paz (Diosa Irene), la Justicia (Diosa Dice) y la Guerra (Diosa Atenea), aunque ninguna de estas tiene los atributos propios de estas diosas, como sería el escudo con la cabeza de medusa en la diosa Atenea y el uso de una lanza en vez de una espada.

## Restos mortales de los héroes mexicanos en el monumento

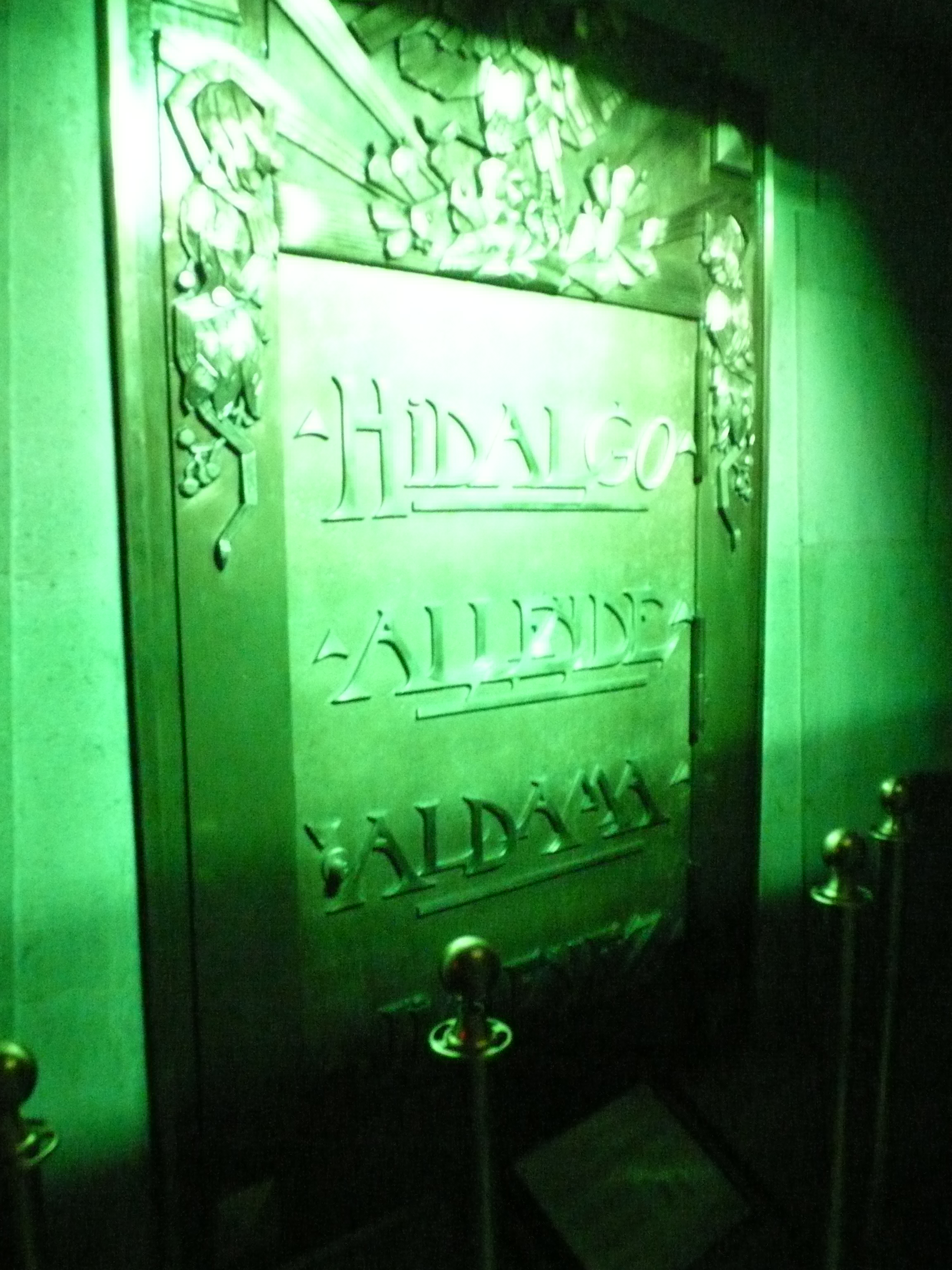
Vista de la puerta del nicho poniente en el Monumento a la Independencia.

En 1925 los restos de varios de los héroes de la Independencia de México fueron trasladados de un nicho en la capilla de San Francisco de la Catedral Metropolitana de la Ciudad de México y otros restos fueron traídos desde sus lugares de entierro para ser depositados en urnas, las cuales fueron colocadas en nichos improvisados en el interior del monumento.
El 30 de mayo de 2010 fueron exhumados esos restos con honores militares para ser trasladados al Museo Nacional de Historia en el Castillo de Chapultepec, con el fin de llevar a cabo trabajos de conservación y posteriormente ser trasladados al Palacio Nacional para su honra pública.
La única mujer sepultada en la Columna es Leona Vicario, debido a que la otra gran heroína de la independencia, Josefa Ortiz de Domínguez, La Corregidora de Querétaro se encuentra aún sepultada en esta última ciudad. Por otro lado junto a Andrés Quintana Roo forman el único matrimonio del grupo.

## Lo cotidiano
Al ser un monumento de gran belleza, es uno de los varios sitios de la Ciudad de México seleccionados para tomar una foto de recuerdo, siendo las más vistosas las llevadas a cabo en las fiestas de Quince Años, bodas civiles y religiosas, graduaciones de diferentes niveles académicos y el festejo de las victorias de equipos de futbol, sobre todo de la Selección Mexicana.
Es además punto de reunión y telón de fondo para espectáculos artísticos, automovilísticos, civiles, militares, de declaración de derechos, luctuosos y muchos otros.
Asimismo, la imagen está siendo usada como promotora de turismo para la Ciudad de México, enviando réplicas a diferentes países y colocándola cerca de los paseantes para que puedan tomarse una fotografía de cerca con ella.

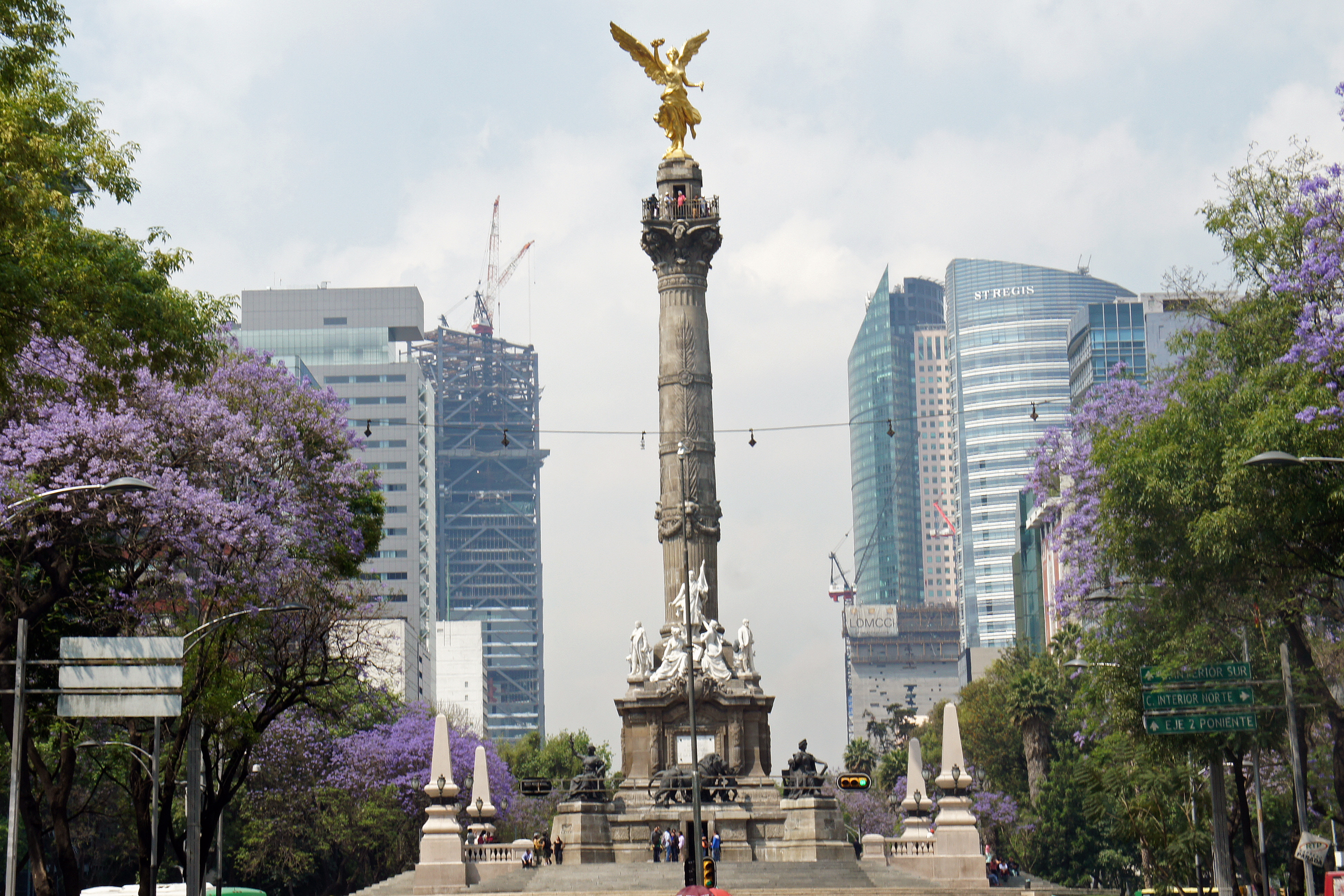
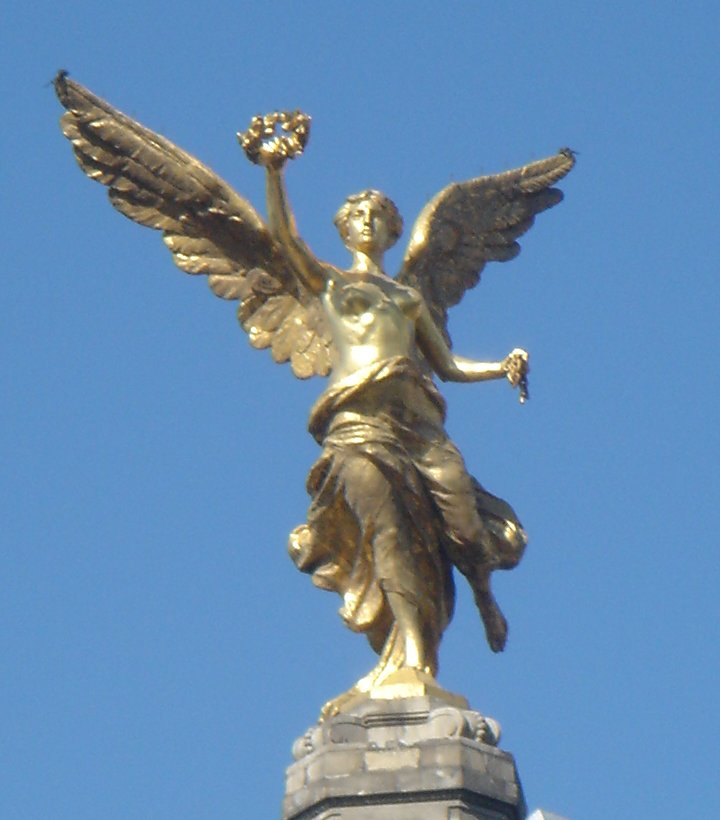
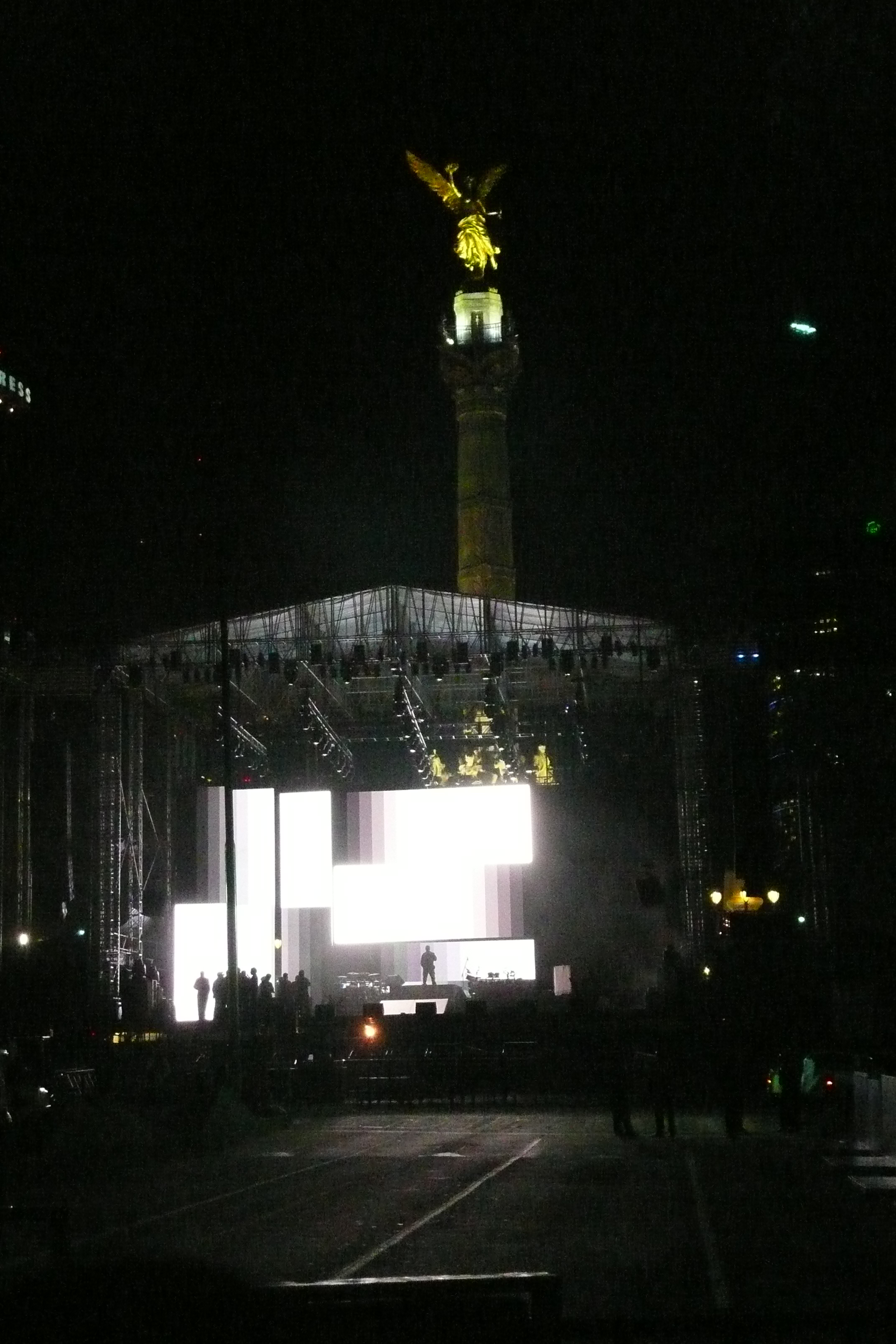
Escenario frente al monumento para realizar el concierto de Fin de Año en 2009.
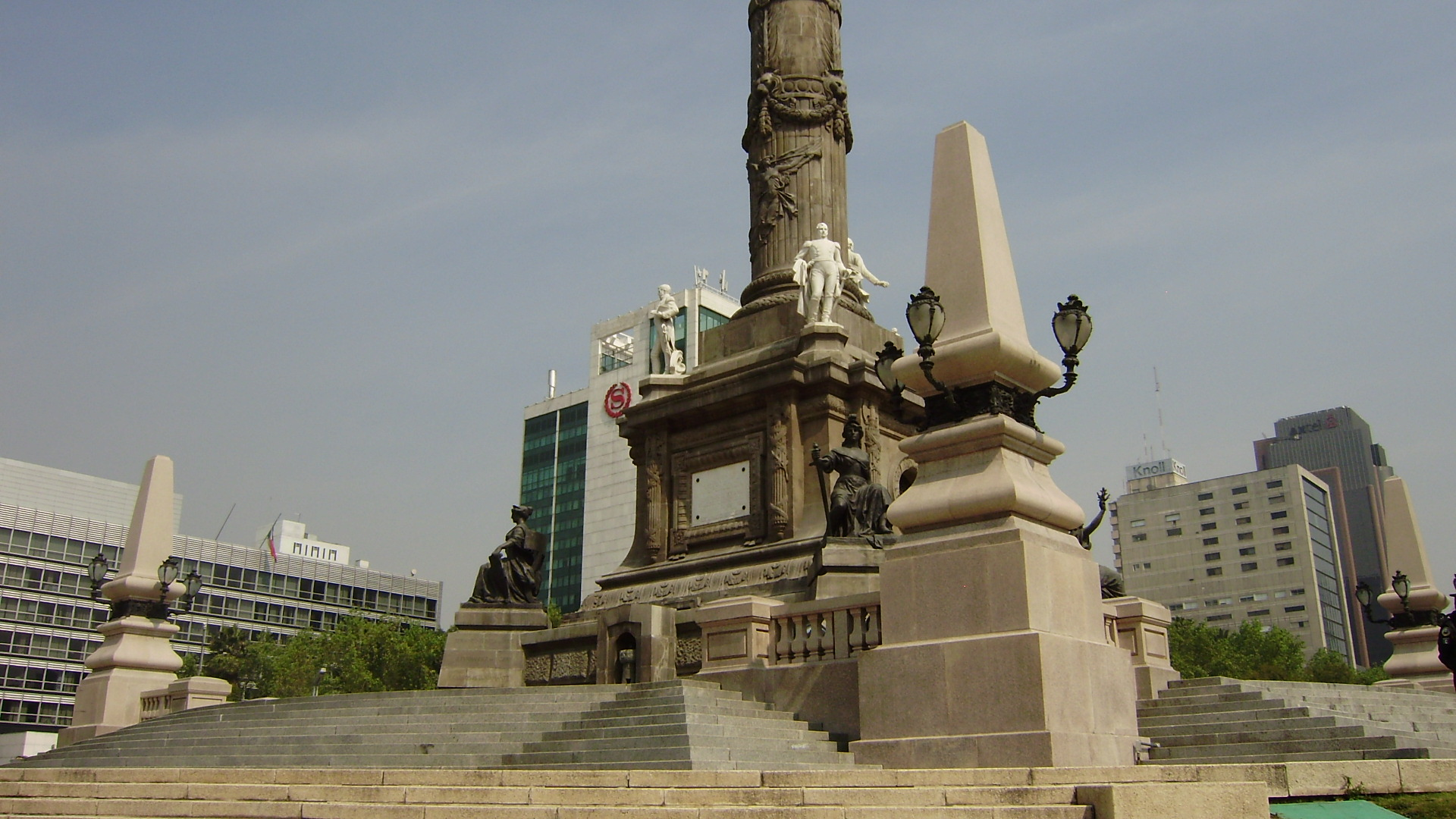
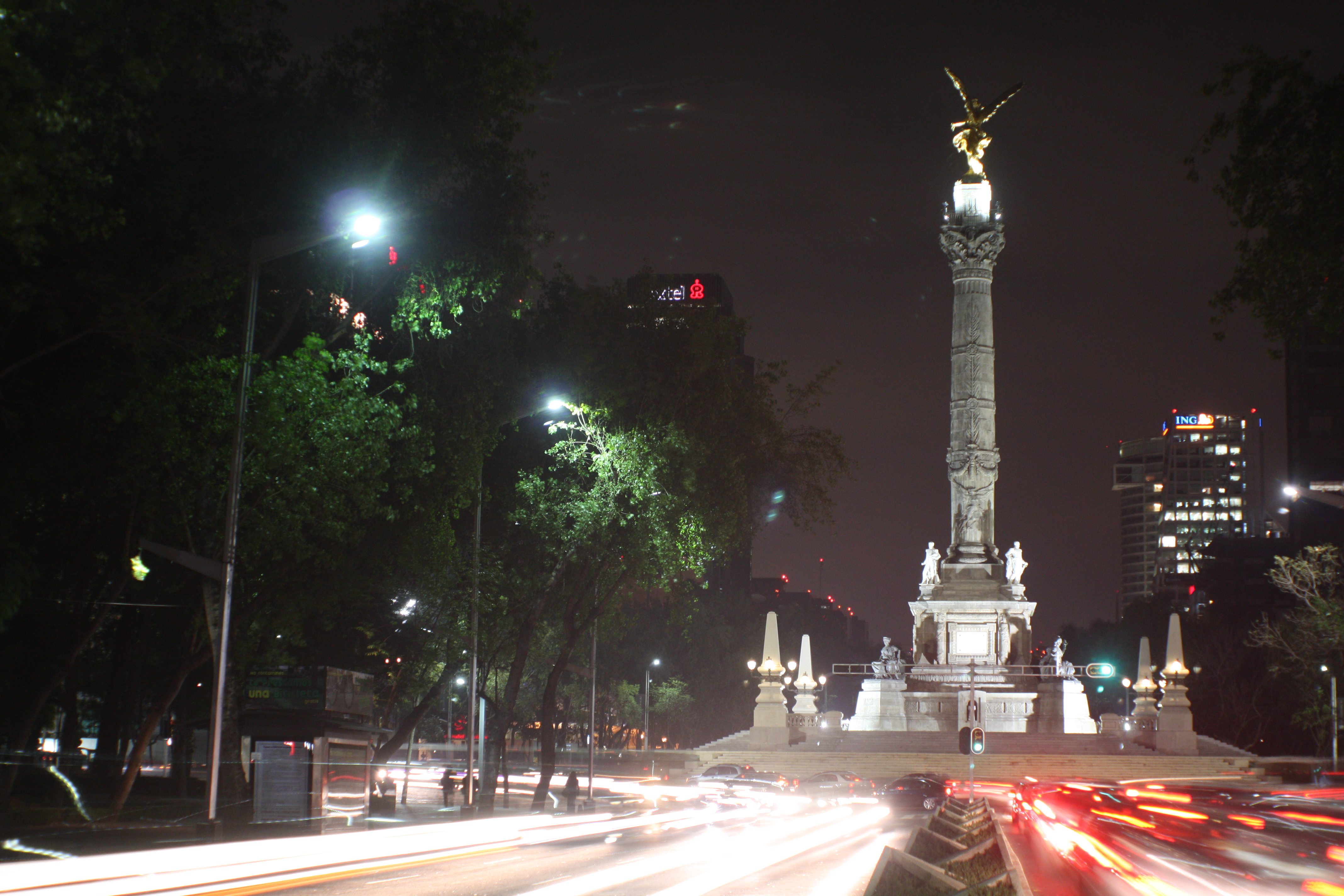
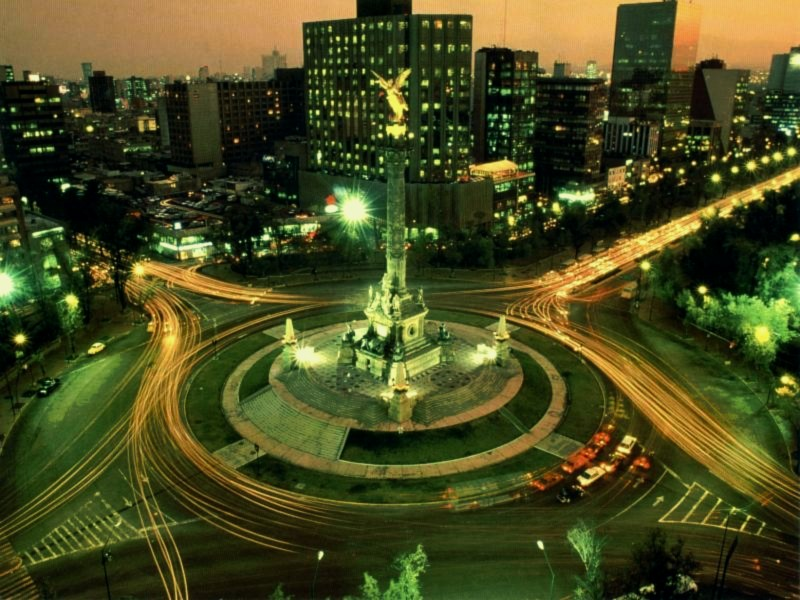
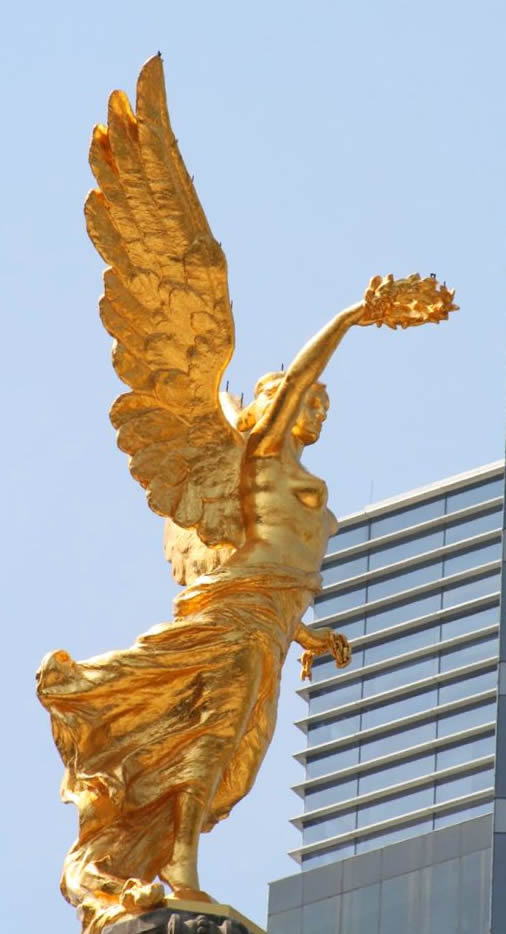
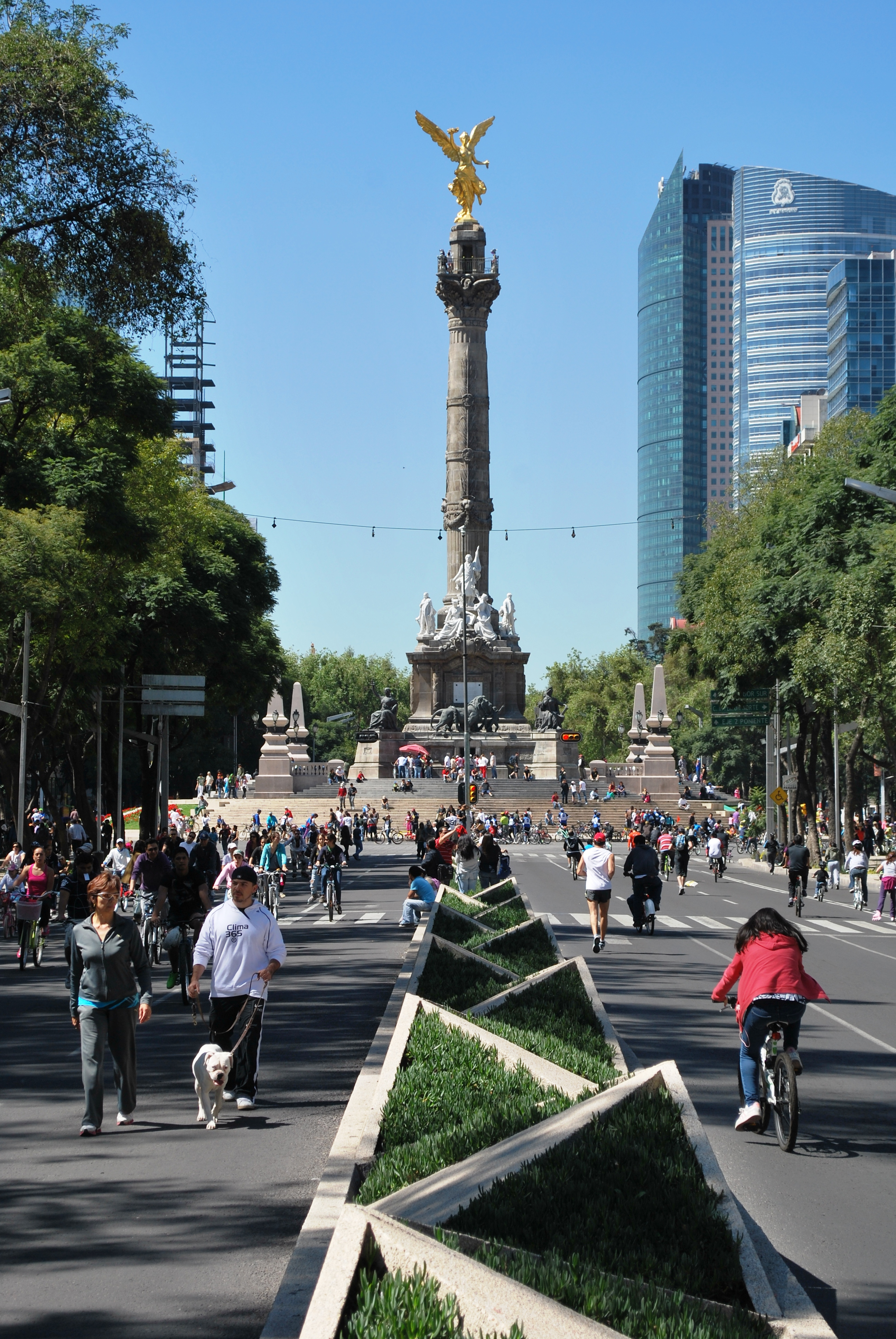
Paseos dominicales junto al monumento
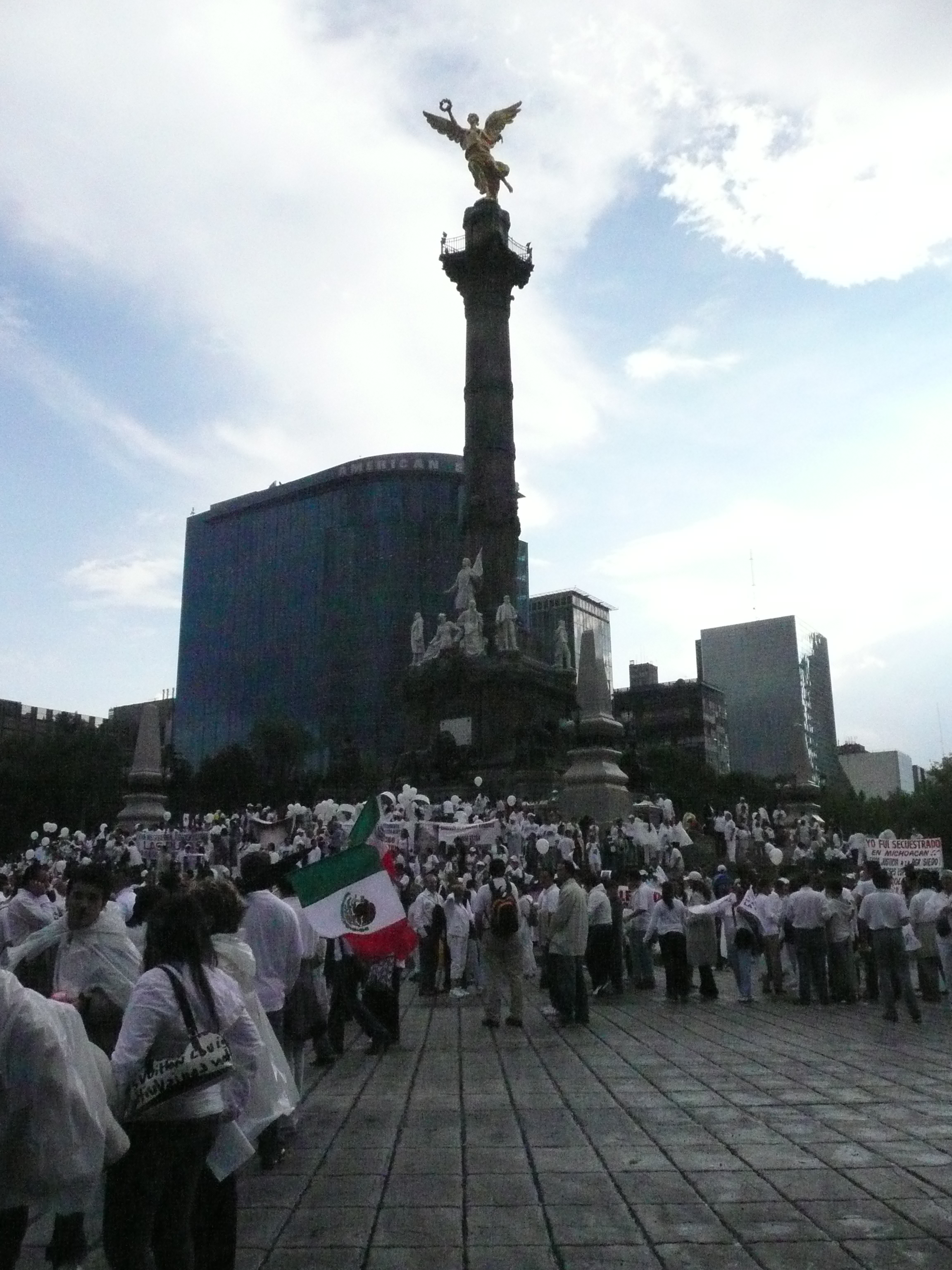
Momentos previos al inicio de la segunda Marcha Blanca contra la Delincuencia en la Ciudad de México
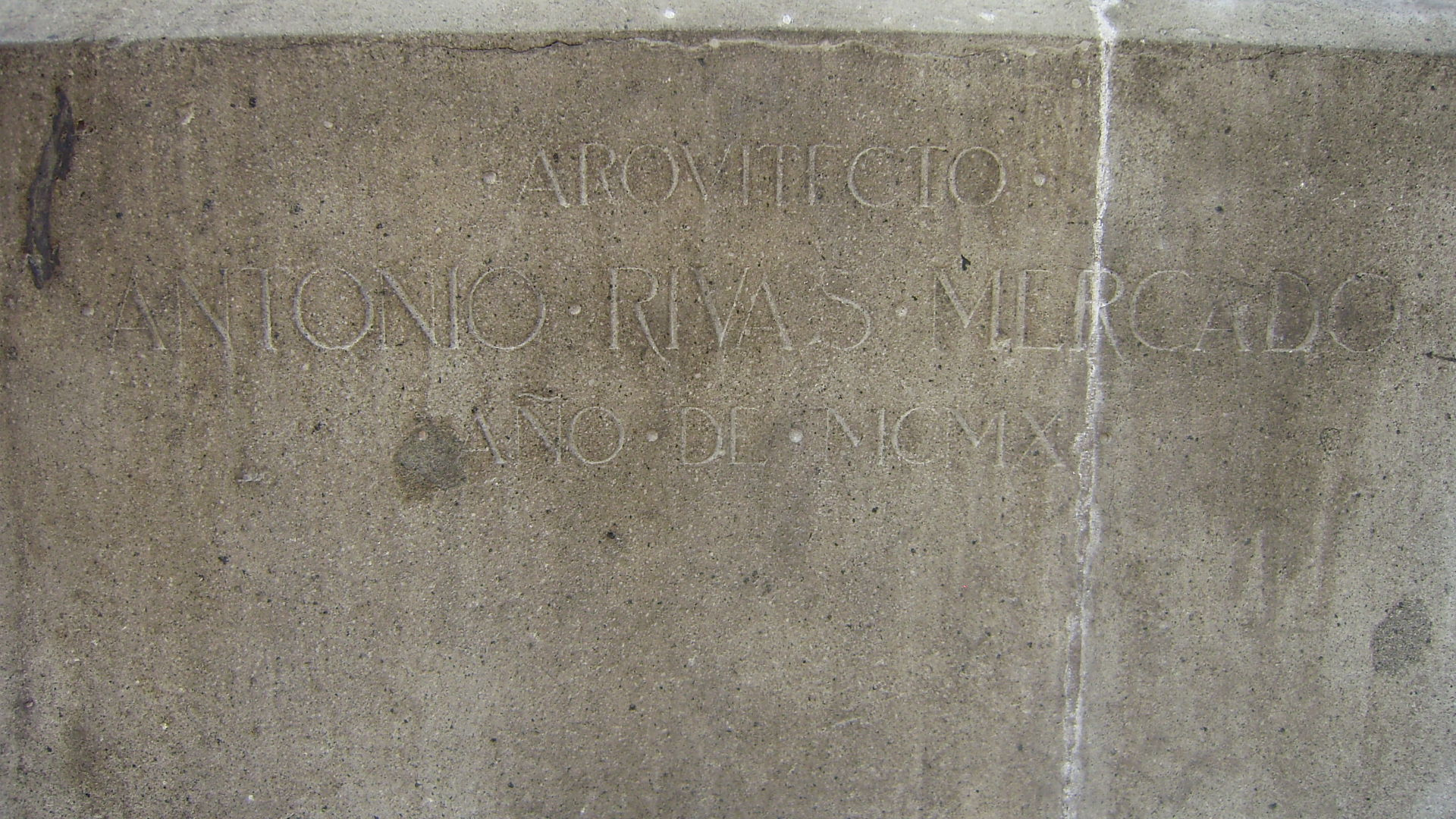
Inscripción de la autoría de Antonio Rivas Mercado
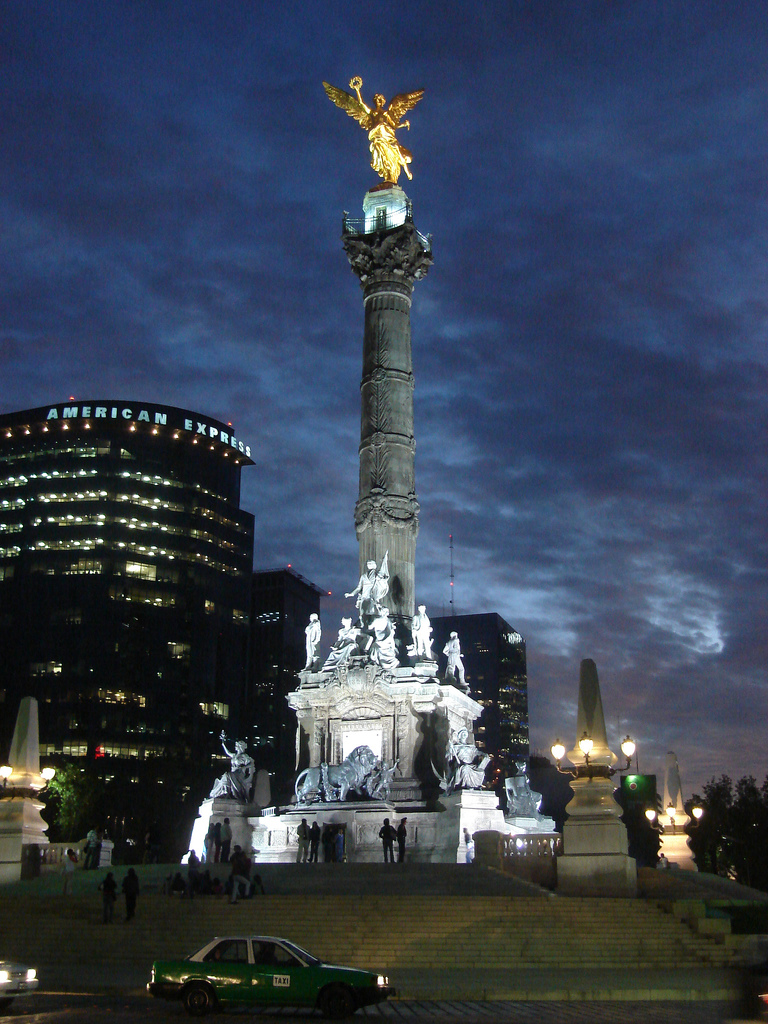
Vista nocturna de la columna
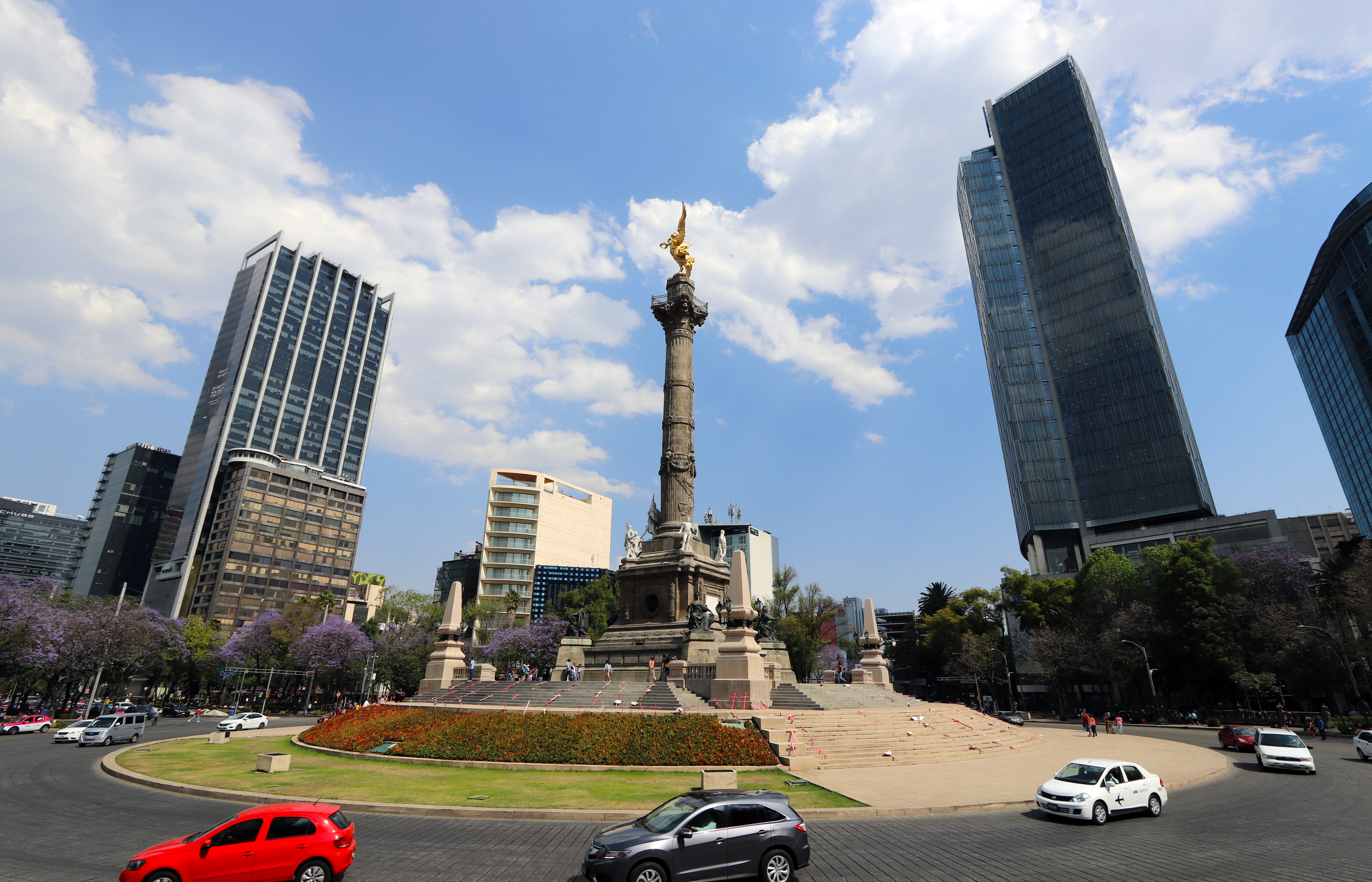
Panorámica de la glorieta entre Paseo de la Reforma y las calles Río Tíber y Florencia
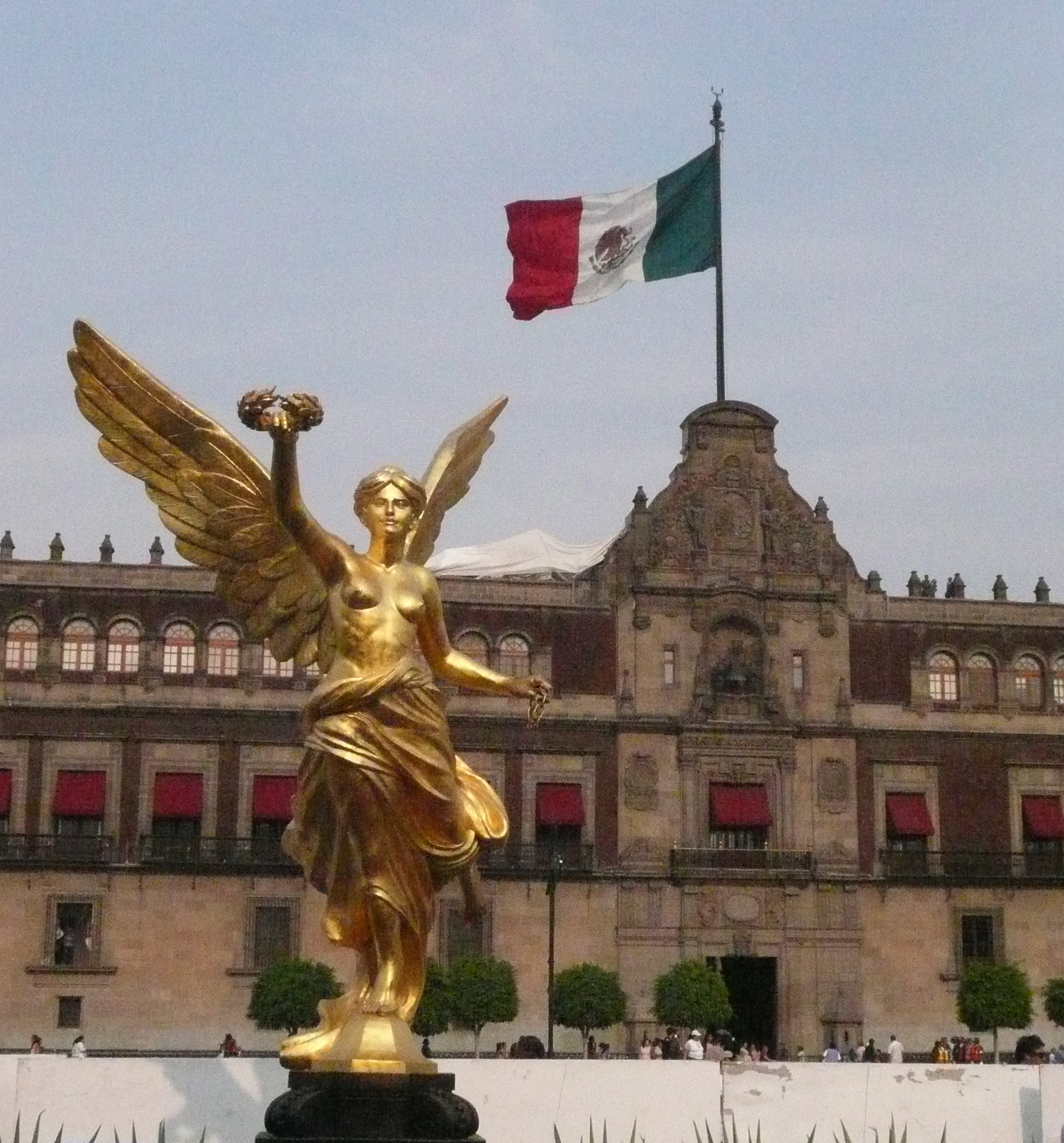
Vista de la réplica de la Victoria Alada en el Zócalo de la Ciudad de México
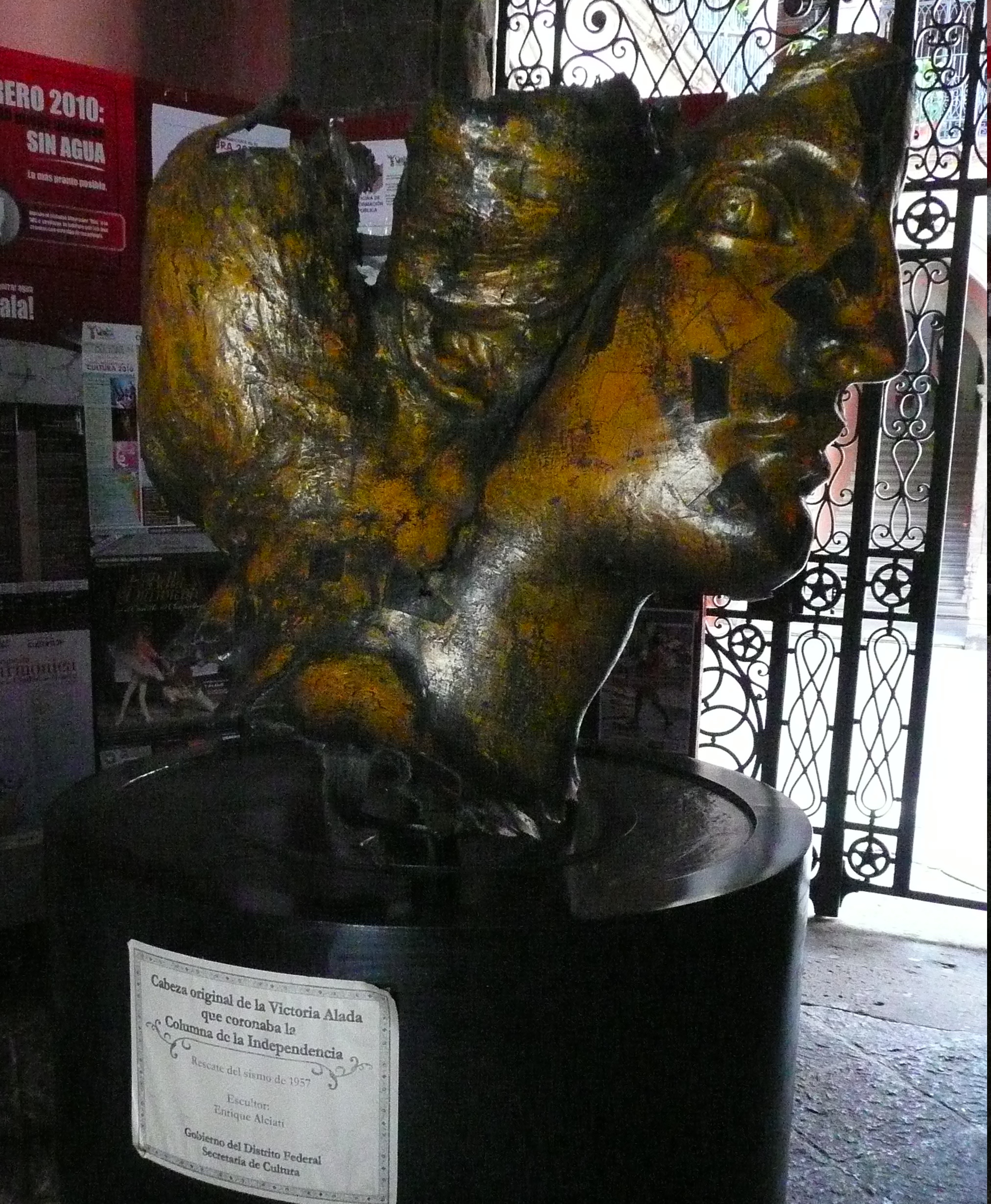
Cabeza de la Victoria Alada original, destrozada en el terremoto de 1957, que se guarda en el Museo Archivo Histórico de la Ciudad de México.
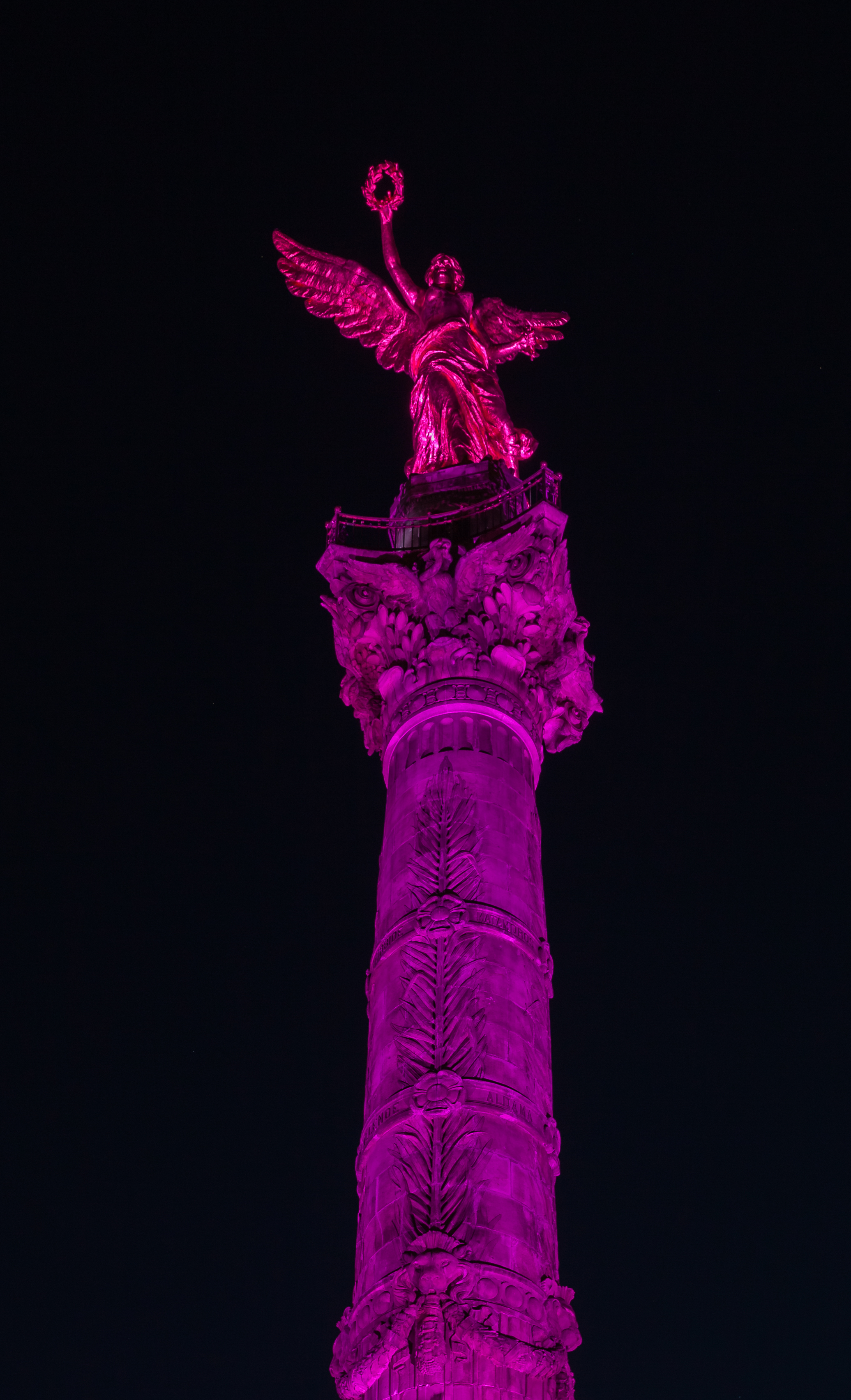
Detalle nocturno del Ángel
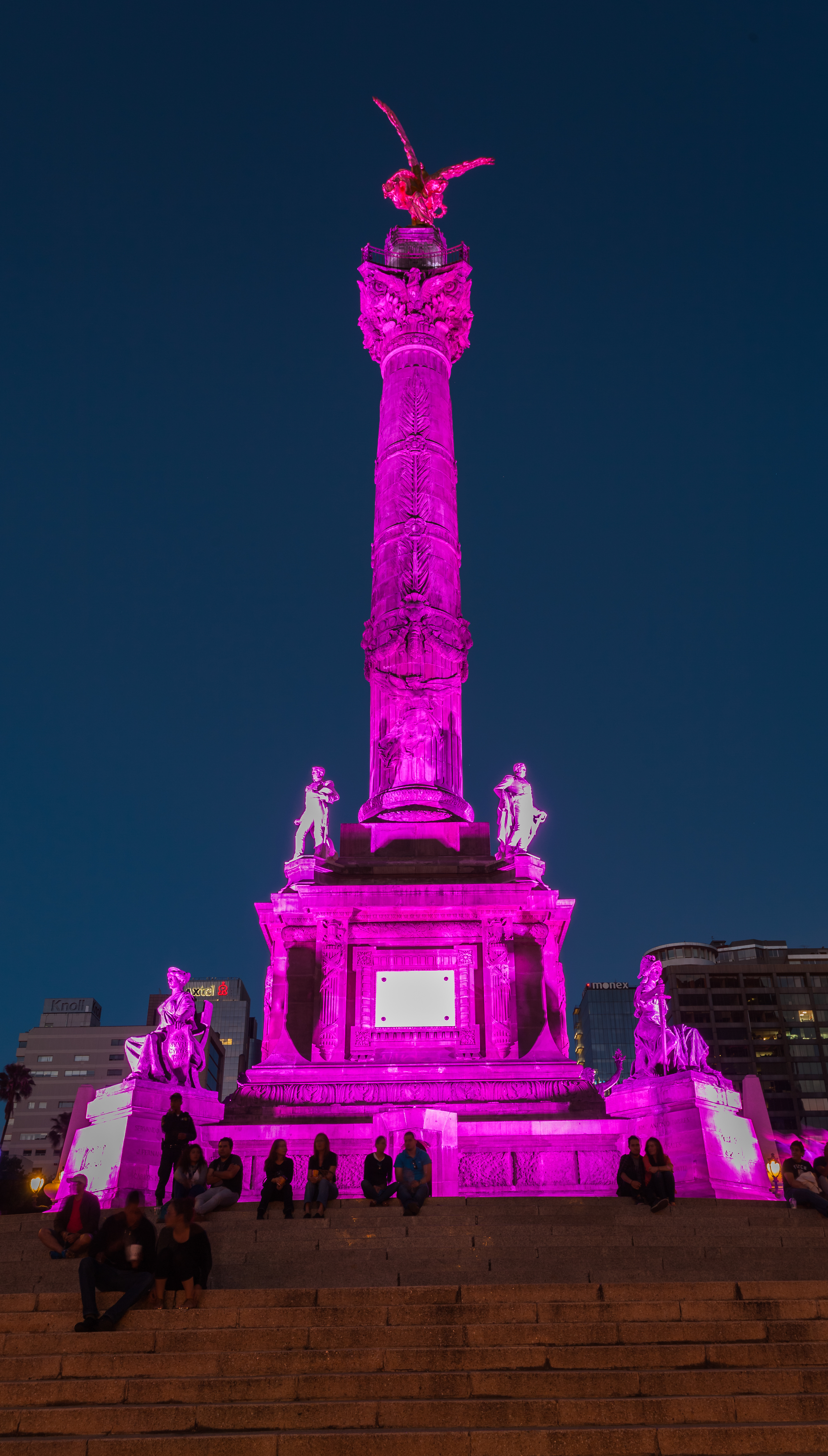
Vista nocturna del monumento
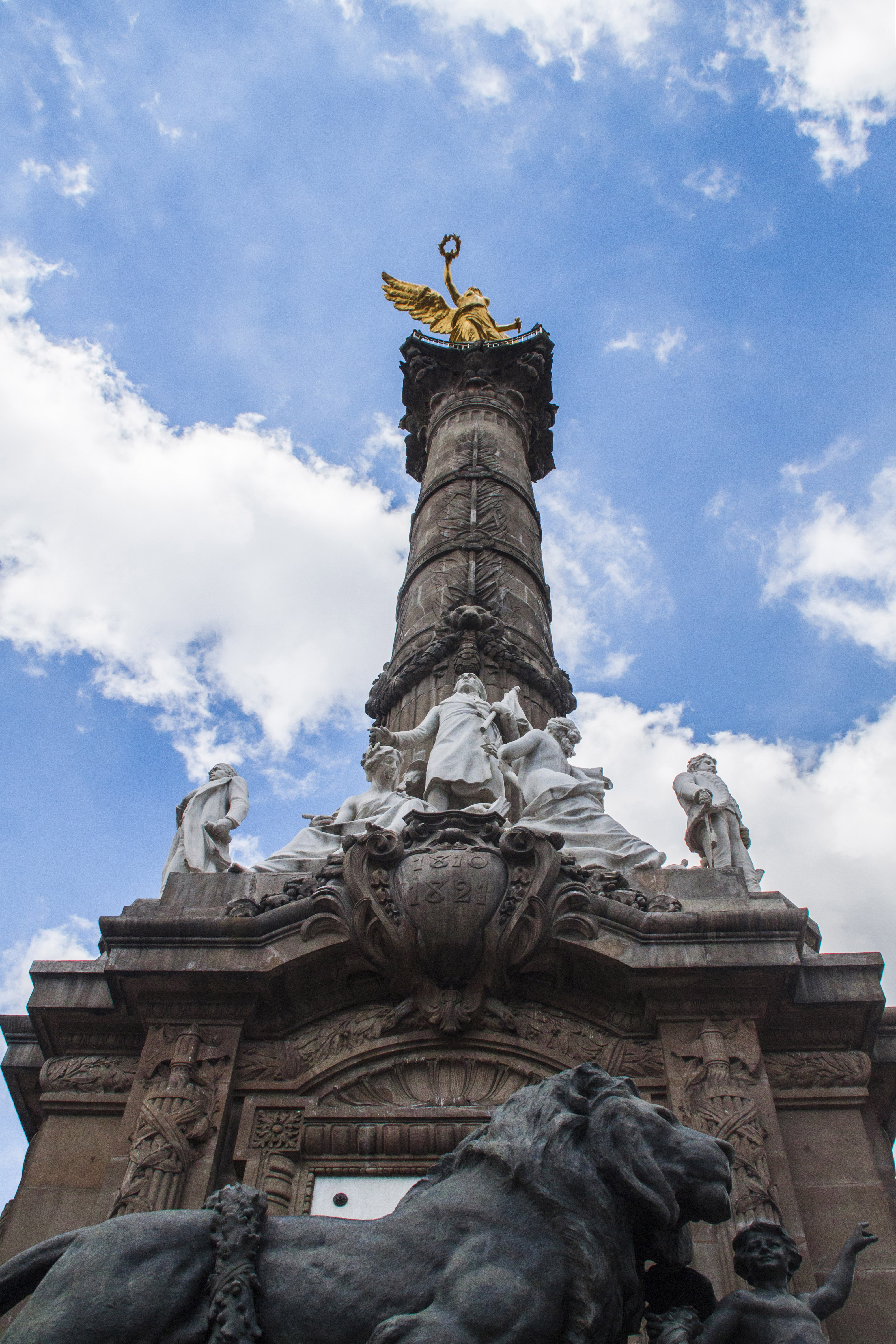
Monumento a la Independencia
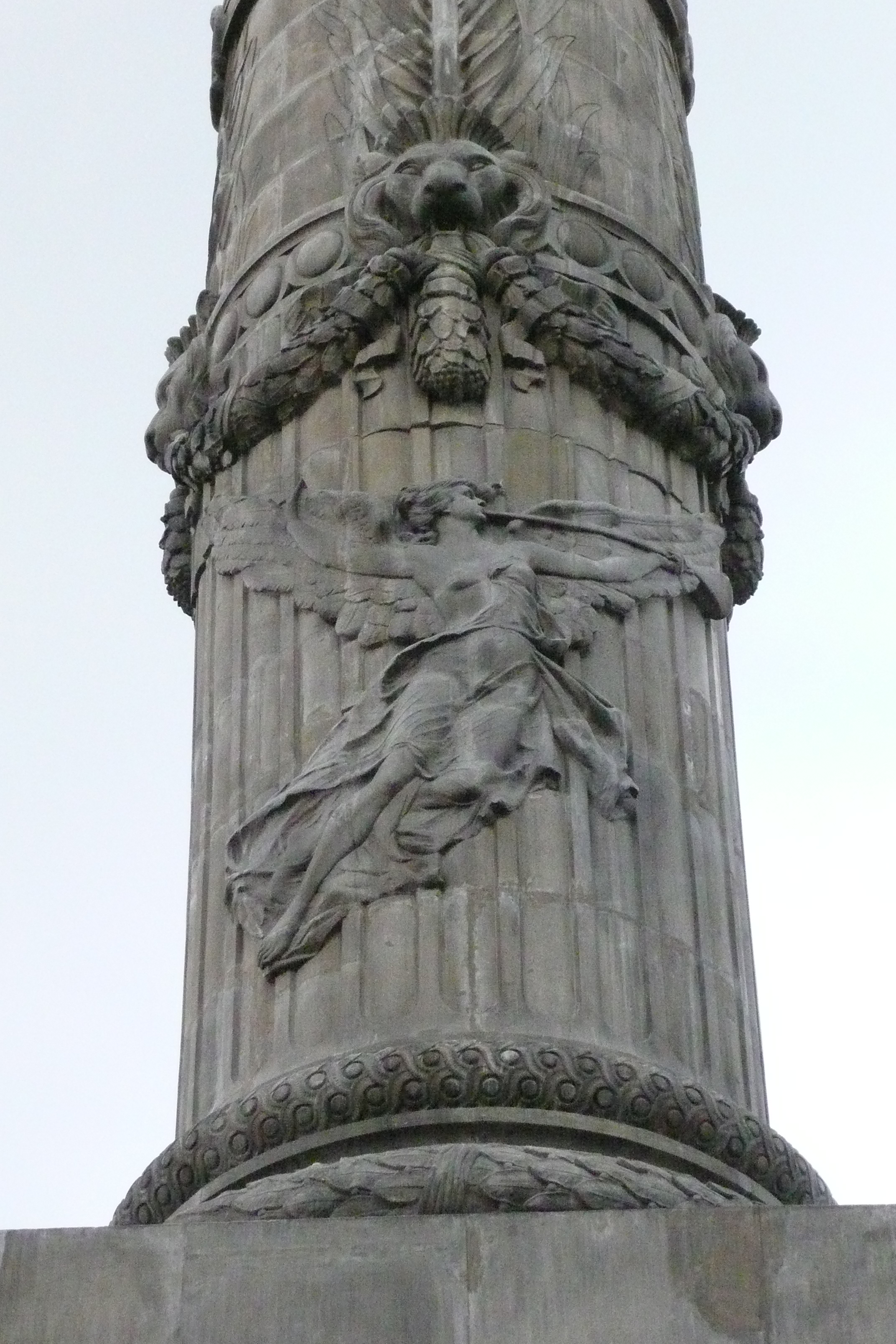
Vista de la Fama en la columna del Monumento a la Independencia
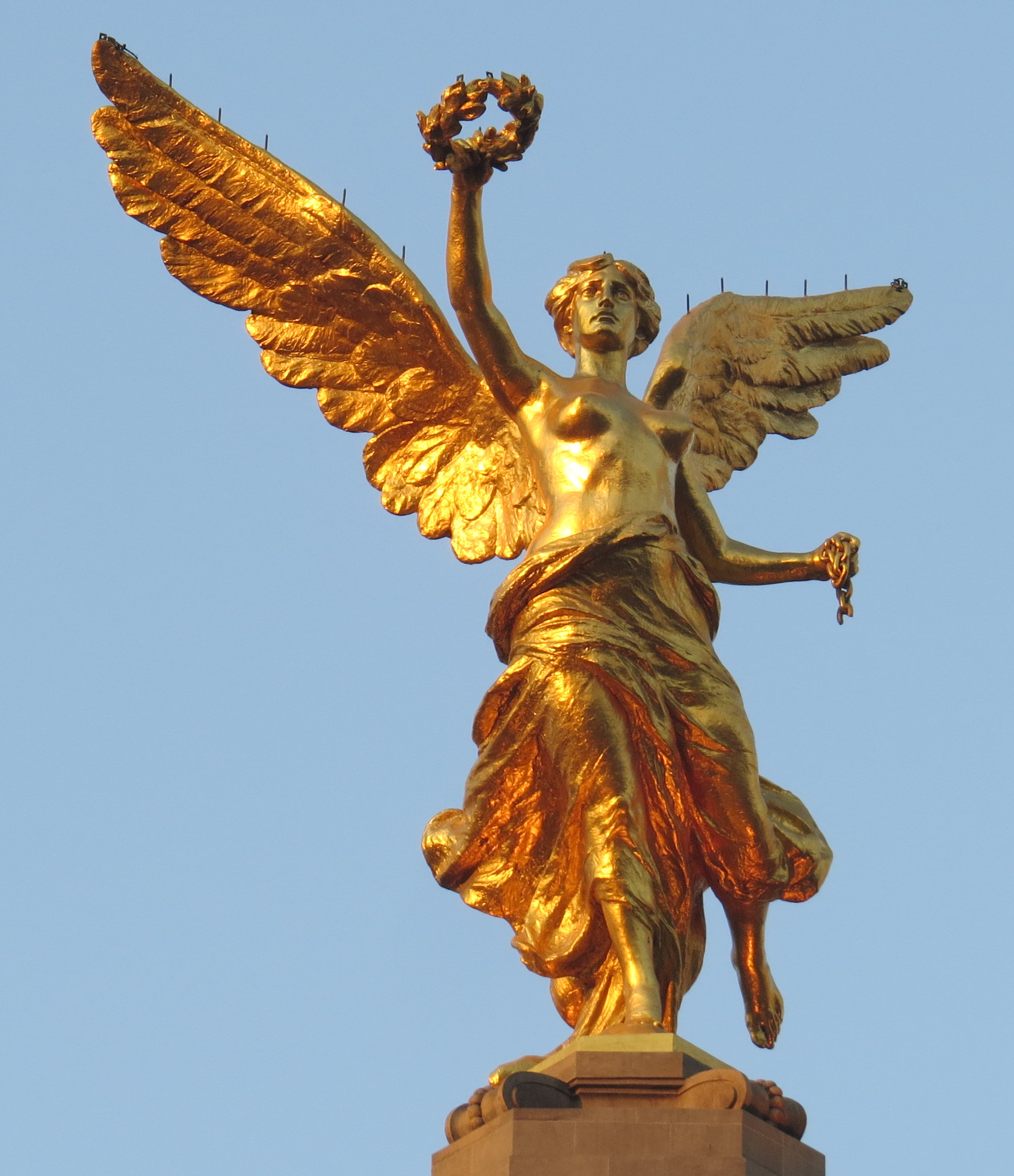
Victoria alada, conocida como "El ángel", en el Monumento a la Independencia.